# ダイハツ・タント
タント（Tanto、TANTO、TanTo）は、ダイハツ工業が生産・販売している軽トールワゴン（軽スーパーハイトワゴン）のブランド（商標）、および車名である。 生産はダイハツ滋賀工場（第2地区）で行われている。

## 概要
初代登場時は、FFレイアウトながら2,000 mmの長い室内長と、軽自動車のなかで最長となる2,440 mmのロングホイールベースが特長であった。同社で発売されている「ムーヴ」よりもキャビンの拡大を図っており、結果として全高1,700mmを超え「軽スーパーハイトワゴン」というジャンルを確立させた。
2005年6月には前後デザインを差別化させて、ディスチャージヘッドランプなどの装備で更に充実させた「カスタム」を追加。「ムーヴ カスタム」のような、押し出しの強いスポーティな外観デザインが特徴である。

## 初代「Tanto」L350S/L360S型（2003年 - 2007年）

### 年表

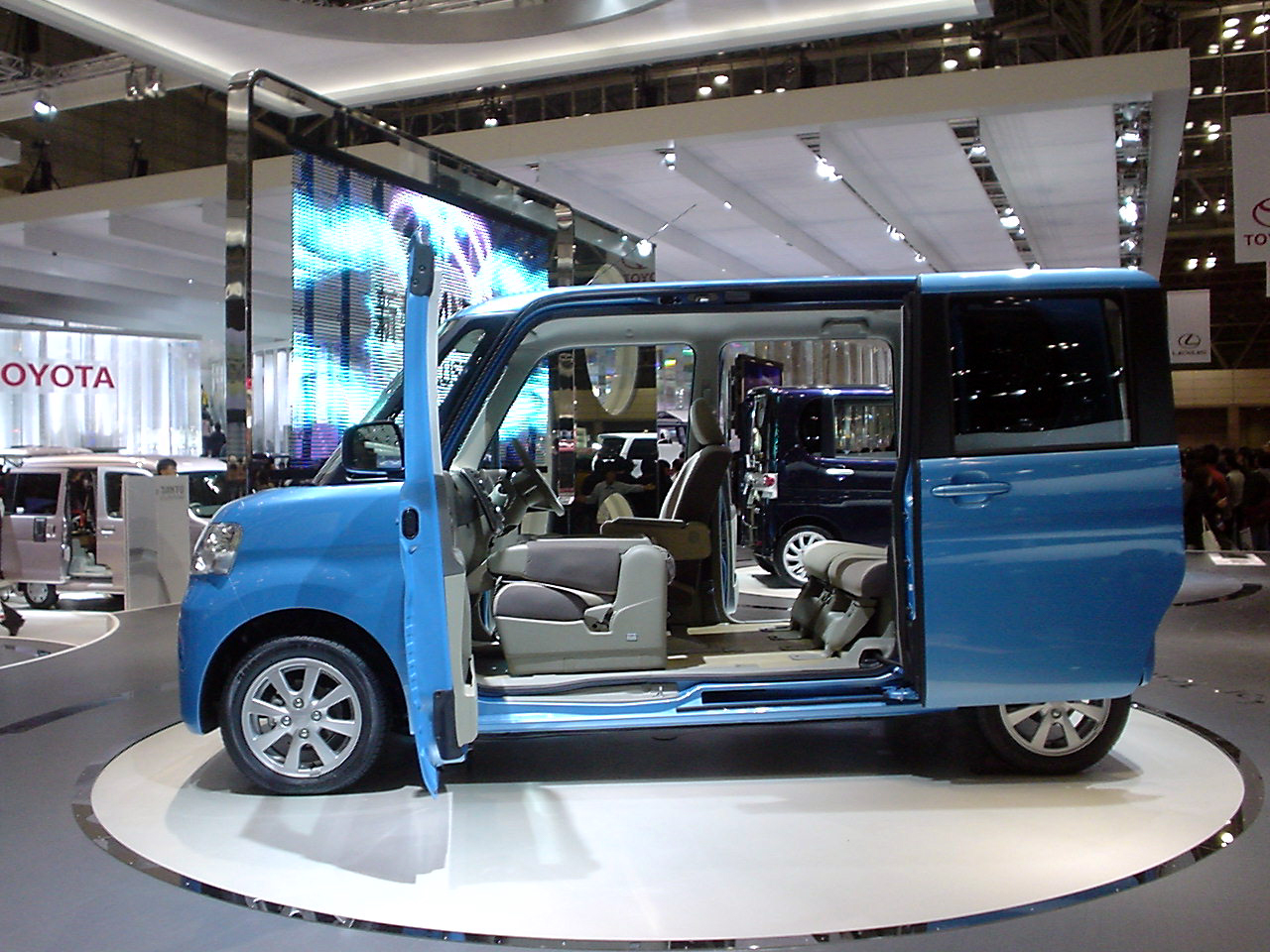
ミラクルオープンドア

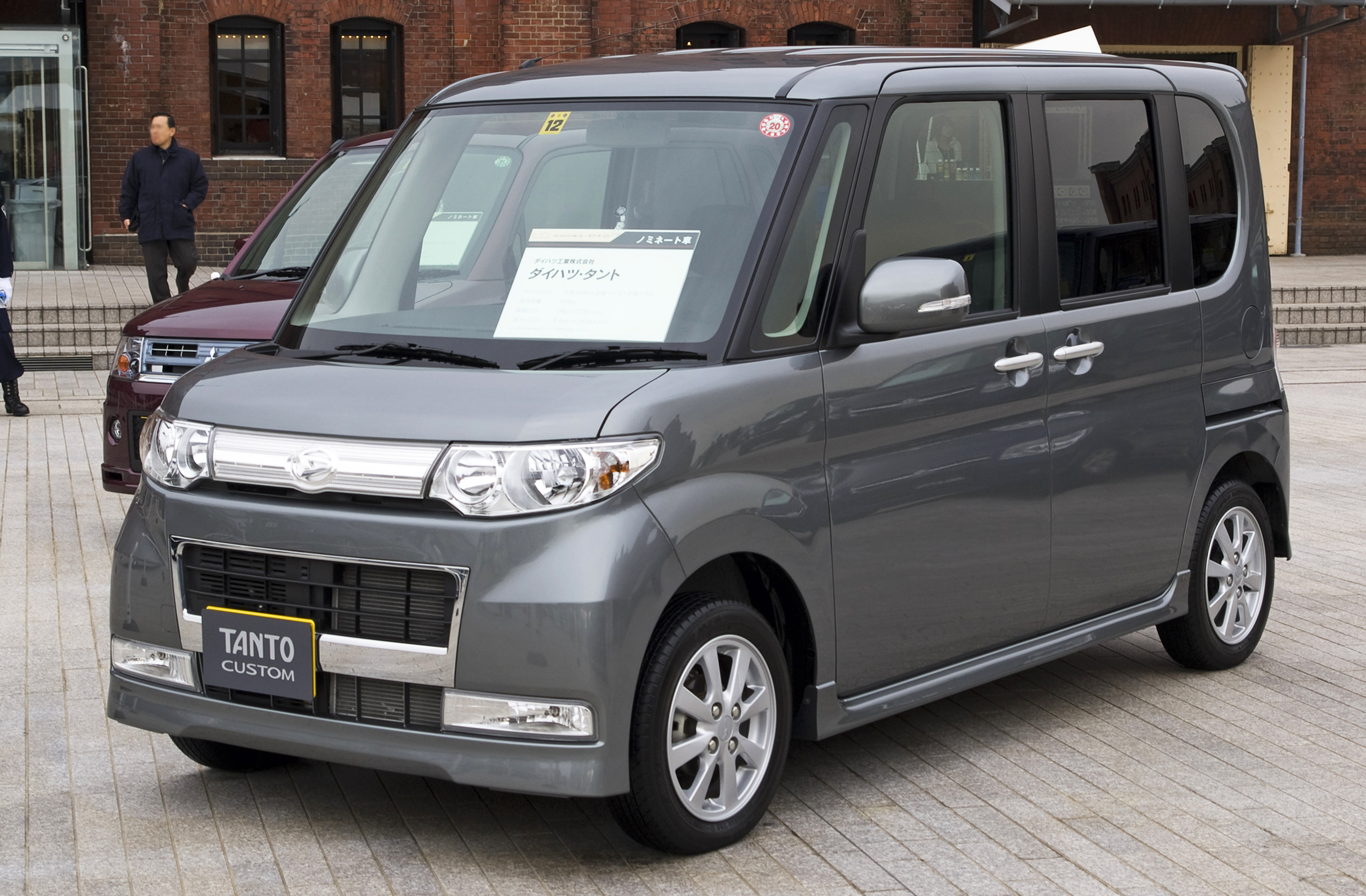
タントカスタム （前期型）
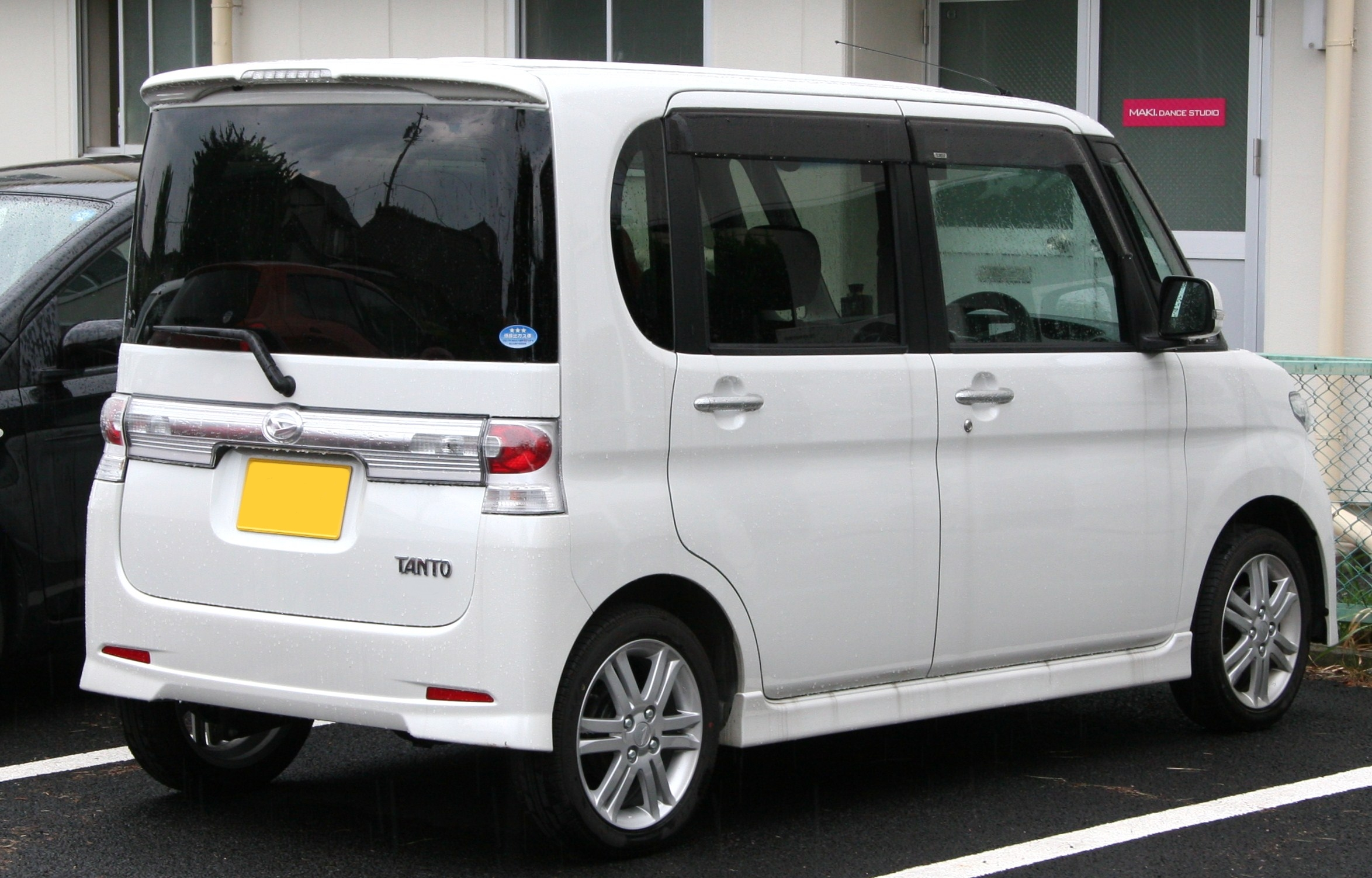
タントカスタム （前期型・リア）
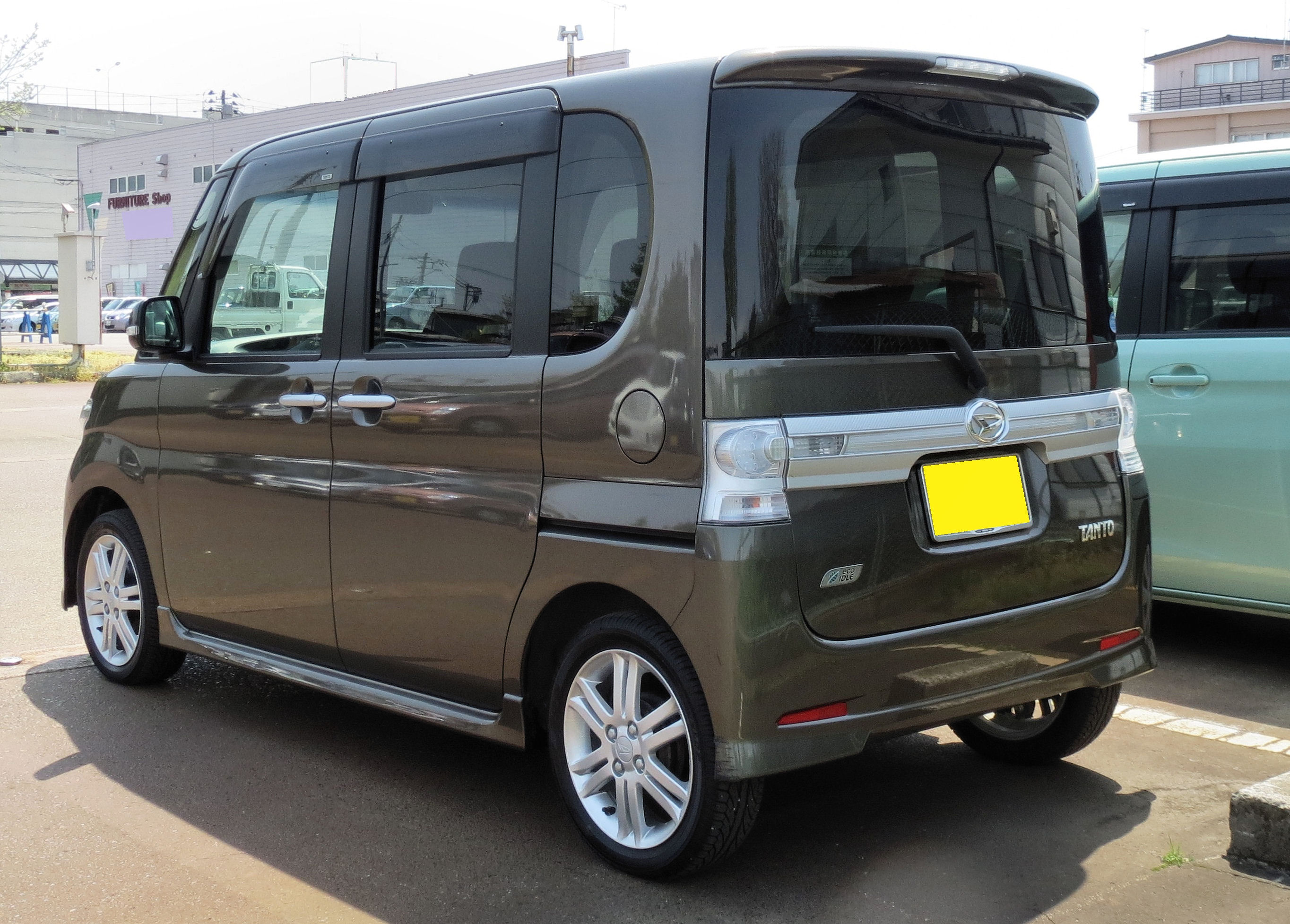
タントカスタム RS (後期型・リヤ)

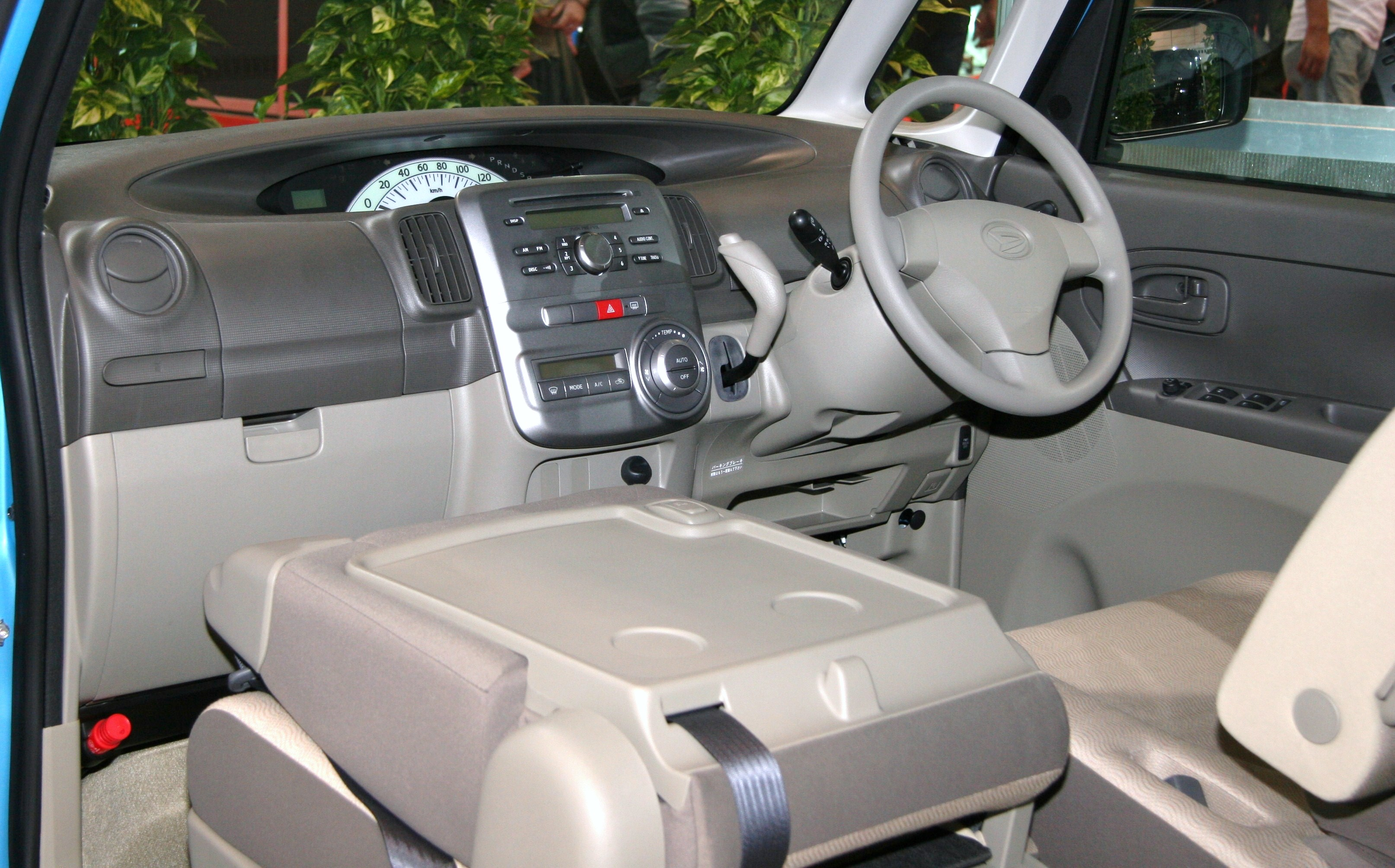
2003年（平成15年）11月27日 - 初代モデル発売。キャッチフレーズは「親子にピッタント」で、CMキャラクターには工藤静香[補足 2]が、CMソングには工藤がカバーした松田聖子の「SWEET MEMORIES」が起用された。
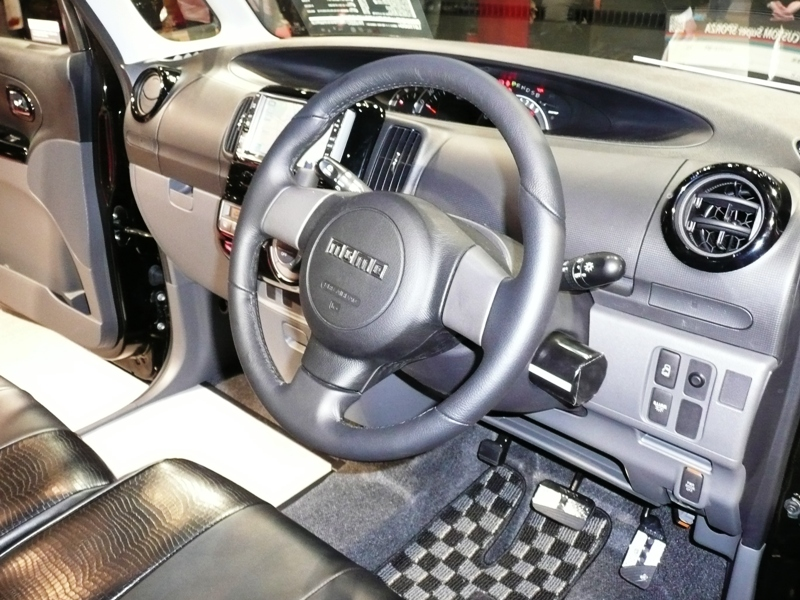
室内（タントカスタム）

当初のグレード体系はNAエンジン車の「L」・「X」・「X Limited」、ターボエンジン車の「R」・「RS」の計5グレードを用意し、全てのグレードでFFと4WDが用意された。
エンジンは、43kW（58馬力）を発揮する自然吸気仕様のEF-VE型エンジン（直列3気筒DOHC、DVVT付き）のほか、47kW（64馬力）を発揮するEF-DET型ターボエンジンが用意された（すべて659ccのDOHCとなる）。トランスミッションは全車ガングリップ式のコラムシフトATで、4WDの自然吸気のみ3速AT、それ以外はすべて4速ATである。全車センターメーターを採用している。
- 2004年（平成16年）
  - 4月 - 仕様変更。希望小売価格を消費税込の価格に変更。
  - 6月1日 - 「X」・「X Limited」をベースに、専用内装を採用するとともに、エアクリーンフィルター、バニティミラー付サンバイザー（運転席）を装備した特別仕様車「スマイルセレクション」を発売。同時に、カタロググレードは車両型式が変更され、2WD車は「平成17年排出ガス基準50%低減レベル（☆☆☆）」認定を取得した。
- 2005年（平成17年）
  - 1月 - 特別仕様車「スマイルセレクションII」を発売。2004年6月に発売された「スマイルセレクション」のバージョンアップ仕様である。
  - 6月30日 - マイナーチェンジで後期型となる。新シリーズとして押し出し感の強いフロントフェイスに大型エアロバンパー等のエアロパーツを装着したスポーティ派生モデルの「タントカスタム」が新登場。キャッチフレーズは「オトコタント」で、CMキャラクターは速水もこみちと入山法子、CMソングは河口恭吾がカバーした尾崎豊の「I LOVE YOU」が起用された。

グレード体系はNAエンジン搭載の「L」・「X」とターボエンジン搭載の「RS」の3グレードを用意。同時にタントもマイナーチェンジを行い、セキュリティアラーム、フロントマップランプ（左右）&残照式ルームランプを標準装備し、照明付きパワーウィンドウスイッチをインパネからドアパネルに変更し使い勝手を向上。4WD車に装備の電動格納式カラードドアミラーにはヒーテッド機能を追加。ボディカラーも入替を行い、ライトアンバーマイカメタリックとラベンダーメタリックオパールを廃止する代わりに、ミスティックレッドクリスタルメタリック（オプションカラー）とアプリコットキャンディメタリックを追加。なお、ターボ車は「R」を廃止し、「RS」に一本化された。
  - 10月11日 - 同年の東京モーターショーで、ムーヴFCV-K-2に続く燃料電池自動車「タントFCHV」を出品することを発表。
  - 11月28日 - 福祉車両「フレンドシップシリーズ」の新たなラインナップとして、「タント フロントシートリフト」を発売。本仕様は助手席がスイッチ操作で回転、車外へスライドしながら下降することで着座位置が低くなり、乗り降りがしやすくなっている。また、スイッチ操作を手元で行えるワイヤレススイッチや着座位置をサポートする胸部固定用ベルトをメーカーオプションに設定している。
  - 12月26日 - 特別仕様車「ハッピーセレクション」を発売。「X」をベースに、プラズマクラスター付オートエアコン、クリーンエアフィルター、キーフリーシステム（イモビライザー付）、ハッピーオレンジの専用シートカバー（撥水加工済）、専用カラードアアームレスト、タコメーター付大型2眼センターメーターを装備した。
- 2006年（平成18年）
  - 8月28日 - 福祉車両「フレンドシップシリーズ」の新ラインナップとして、車いす仕様車の「タント スローパー」を発売。本仕様はタントならではの大開口バックドアに加え、引き出し式スロープを備えたことで車いすに乗ったまま楽に乗降が可能で、乗車時の安全を考慮して後退防止ベルトも装備。グレード体系はリアシートレス仕様、乗用タイプと同じリアシートを採用したリアシート付き仕様、福祉タクシー仕様の3タイプが用意され、リアシートレス仕様とリヤシート付き仕様には助手席が電動で回転・昇降する助手席シートリフトを追加した「助手席シートリフトパック」も設定される。
  - 9月11日 - 特別仕様車「VS」を発売。「L」をベースに、エアロパーツやブラックの専用内装、マルチリフレクターハロゲンフォグランプ、電動格納式カラードドアミラー（ターンランプ付）、キーフリーシステム（イモビライザー付）、タコメーター付大型2眼センターメーター、撥水ドアガラス（フロント）、ABS（EBD&ブレーキアシスト付）等を装備した。
  - 11月13日 - 特別仕様車「カスタムVS」・「カスタムVSターボ」を発売。本仕様は「カスタムX」・「カスタムRS」をベースに、専用メッキグリル、トップシェイドガラス、キーフリーシステム（イモビライザー付）、専用15インチアルミホイールを装備。さらに、「カスタムVS」では「カスタムRS」に標準装備されているオーバーヘッドコンソール、リヤマップランプ（左右）&残照式ルームランプ、フロントスタビライザーを追加装備した。
- 2007年（平成19年）
  - 11月[2] - 生産終了。在庫対応分のみの販売となる。
  - 12月 - 2代目と入れ替わる形で販売終了。

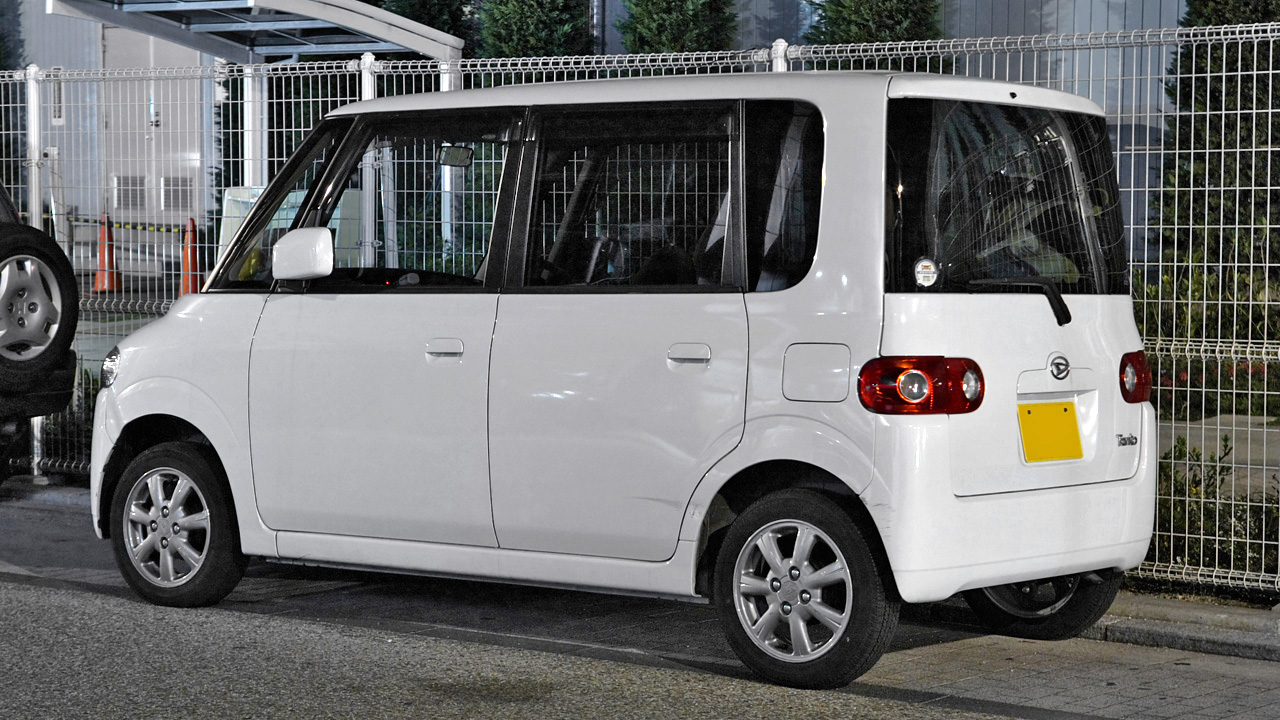
タント ハッピーセレクション（特別仕様車・リア）
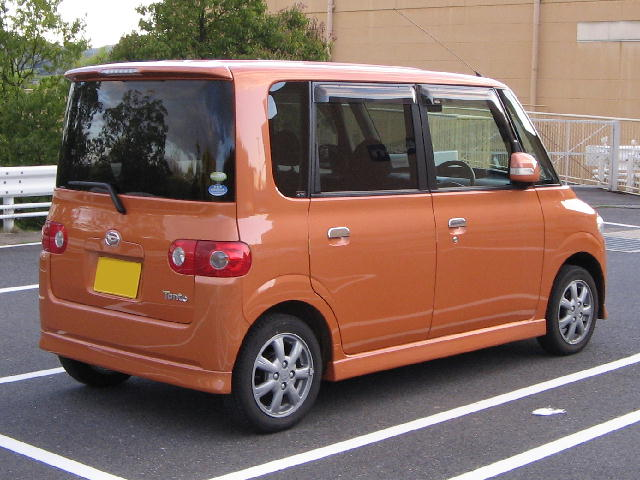
タント VS（特別仕様車・リア）
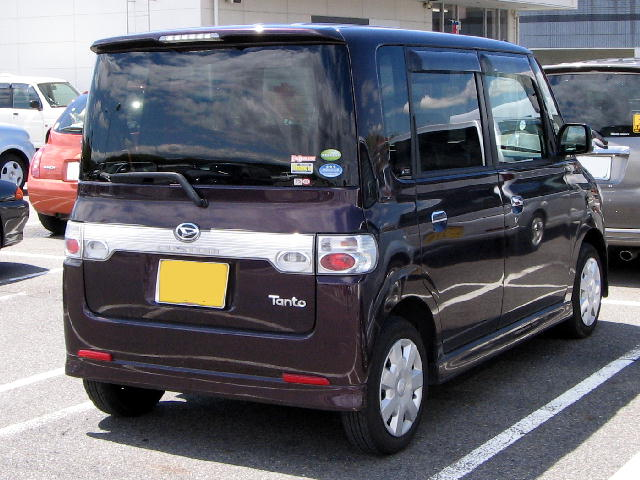
タントカスタム L（リア）
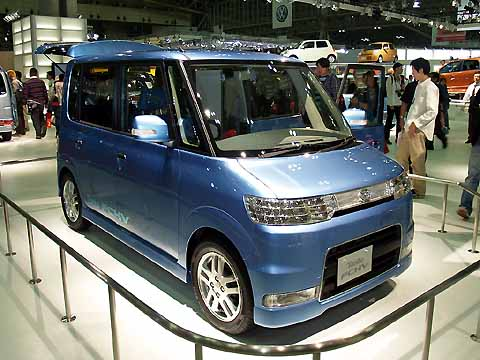
タントFCHV（燃料電池車）

## 2代目「TANTO」L375S/L385S型（2007年 - 2013年）

### 年表
- 2007年（平成19年）
  - 秋 - 東京モーターショーへ参考出品。
  - 12月17日 - 2代目が発表・発売。月間販売目標は8000台。キャッチフレーズは標準系が「祝子育て満開」、カスタム系は「アニキのタント。」で、CMキャラクターは標準系がユースケ・サンタマリアと小池栄子、カスタムが伊藤英明、長澤まさみ、カスタムのCMソングにはEXILEの「変わらないモノ」が起用された。

基本的に外観デザインはキープコンセプトであるものの、タントは従来型のファニーな雰囲気をさらに昇華させたようなルックスで、より女性向けな印象を強めた。一方、タントカスタムはムーヴカスタムが洗練されたデザインとなっているため、本来のカスタムのコンセプトである攻撃的なデザインを踏襲している。なお、ロゴは初代の「Tanto」から全て大文字の「TANTO」に変更された。

- 従来型同様の90度近く開く各ドアに加え、助手席側に軽自動車初となるセンターピラーレスとスライドドアを組み合わせた「ミラクルオープンドア」[補足 3]が採用された（「X Limited」・「X Limited スペシャル」・「カスタムX Limited」・「カスタムRS」はパワースライドドアを装備）。加えて、4代目ムーヴのプラットフォームを流用し、ホイールベースのさらなる延長（2,440mm → 2,490mm）やフラットフロア化（FF）を行ったことで、初代以上の広い室内空間と利便性が生まれた。
エンジンは、43kW（58馬力）を発揮する自然吸気仕様のKF-VE型エンジン（直列3気筒DOHC、DVVT付き）のほか、47kW（64馬力）を発揮するKF-DET型ターボエンジンを搭載。後者は初代ではタントおよびタントカスタム共に設定されていたが、2代目では「カスタムRS」のみの設定となる。トランスミッションは先代同様、ガングリップ式のインパネシフトが基本で、「X Limited」・「X Limited スペシャル」・「カスタムX Limited」・「カスタムRS」はCVTとなる。同時に、自然吸気の4WD車のATは従来の3速から4速に変更され、静粛性と燃費の向上が図られた。全車先代に引き続きセンターメーターを採用。
インテリアでは「X Limited スペシャル」に軽自動車初のフローリングフロアを採用し、高級感と（清掃面など）使い勝手の両立をも実現した。
グレード体系はタントはターボ車「RS」を廃止し、「X Limited」の上級仕様である「X Limited」スペシャルを追加。カスタムにも「X Limited」を追加した（「X Limited」及び「X Limited スペシャル」は2WDのみの設定）。

- 2008年（平成20年）
  - 5月21日 - 車いす仕様車「タント スローパー」をフルモデルチェンジ。ラインナップは「リアシート付仕様」と「リアシートレス仕様」の2グレードに整理された。
  - 9月1日 - 福祉車両「フレンドシップシリーズ」の新ラインナップとして「タント ウェルカムシート」を発売。

前述の東京モーターショーに参考出品された仕様を市販化したもので、軽自動車の助手席昇降シート車では初となる2モードの昇降機能を搭載。ミラクルオープンドアを開放した状態で助手席を後方にスライドさせて足元スペースを広げた状態で回転・昇降するモードと助手席ドアのみを開放した状態で回転・昇降するモードがあり、シーンに応じて使い分けることが可能。また、操作時の利便性を高める大型ワイヤレスリモコンを標準装備している。助手席シートはからだをしっかりサポートするために大きめにし、大型フットレストも備えた専用仕様となっており、こちらも軽自動車の助手席昇降シート車では初となるベルトインシートを採用。これにより車外でのシートベルト脱着が可能となり介護する側の負担も軽減される。また、助手席シートバックには後席の乗り降りに便利な大型アシストグリップを装備している。
  - 12月17日 - 特別仕様車「ワンダフルセレクション」・「カスタムVセレクション」・「カスタムVセレクションターボ」の3車種を発売。

「ワンダフルセレクション」は「L」をベースにブラウンの専用シート色を採用するとともに、イージークローザー付パワースライドドア、撥水ドアガラス（フロント）、IR&UVカットガラス（フロントウインドゥ）、チルトステアリング、運転席シートリフター、アジャスタブルショルダーベルトアンカー、イモビライザー機能付キーフリーシステム、電動格納式カラードドアミラーを装備した。
「カスタムVセレクション」・「カスタムVセレクションターボ」は「カスタムL」・「カスタムRS」をベースに、専用アルミホイール、トップシェイドガラス、専用革巻ステアリングホイール（プレミアムシャインブラックベゼル付、「RS」に装備のMOMO製から内製へ変更）、専用フルファブリックシート等を装備した上で、オーディオレス仕様としたことで購入しやすい価格設定にした。
同時に、カタロググレードもクリーンエアフィルターを標準装備するなどの一部改良を行った。
- 2009年（平成21年）
  - 9月1日 - 特別仕様車「X Limited セレクション」・「X 4WDセレクション」を発売。

前者はCVTを搭載した上級グレード「X Limited」をベースにブラウンの専用シート色、ドアミラーターンランプ、シルバードアアウターハンドル、IR&UVカットガラスを装備しながら、エアコンをプッシュ式オートタイプからダイヤル式マニュアルタイプに変更し価格を抑えた。後者は「X」の4WD車をベースに、前者の特別装備（マニュアルエアコンへの変更を除く）に加え、パワースライドドアとアジャスタブルパックを装備した充実仕様である。
  - 12月25日 - 一部改良。エンジン制御の改良を行い、新たな排出ガス測定モードであるJC08コールドモードに対応。タントはシート色をブラウンに変更した。グレード体系の大幅な変更を行い、タントは「X」をCVTに変更すると共に、CVTを搭載しながらもお買い得価格に設定した「X Special」や4WD車の「X 4WD Special」を追加、「X 4WD Selection」をカタロググレード化（カスタム含め、他の特別仕様車は廃止）して6グレード体制に。カスタムは「L」を廃止して3グレード体制となり、全車にトップシェードフロントガラスを装着し装備の充実を図った。
- 2010年（平成22年）10月1日 - マイナーチェンジ。カスタムのキャッチフレーズは「新しいねぇ」に、CMキャラクターには豊川悦司に変更された。

CVT搭載グレードを4WD車を含めた全グレードに拡大して燃費を改善し、「カスタムRS」を除く4WD車が「平成17年排出ガス基準75%低減レベル（☆☆☆☆）」と「平成22年度燃費基準+15%」を同時に達成。機能面では「X」・「G」・「カスタムX」・「カスタムRS」に「ミラクルオープンドア」開口部の足元を照らすスライドドアステップランプを追加し、夜間や暗い場所での乗り降りの安心感を高めた他、13インチタイヤ装着車を廃止して、14インチタイヤに置換した。「G」・「X」には前席にもオーバーヘッドコンソールを追加。また、カスタムではフロント周りやバックドアガーニッシュのデザインを一新し迫力や高級感を高めた。ボディカラーもタント専用色の「マスカットグリーンメタリック」とカスタム専用色の「ブロンズオリーブパールメタリック（オプションカラー）」を追加した。
グレード体系も整理され、標準系は2WD専用グレードの「X Limited」と4WD専用グレードの「X 4WD Special」・「X 4WD Selection」を廃止、最上級グレード「G」の新設、「X Special」に4WD車を追加して、4グレードに整理。また「X」のエアコンをオートからマニュアルに変更。カスタム系は「X Limited」に替わり、2009年12月で一旦廃止していた「L」を廉価グレードとして復活させた。
- 2011年（平成23年）
  - 6月6日 - 一部改良。NA車の全グレードのエンジンを「第2世代KFエンジン」に置換し燃費を向上。これにより、「平成22年度燃費基準+25%」を達成。このほか、「L」を除く全グレードに標準装備されているキーフリーシステムには運転席リクエストスイッチを追加し、「カスタムL」には平均燃費計、「カスタムRS」にはリヤオーバーヘッドコンソール（ルーフイルミネーション付）を追加するなど装備の充実化が図られた一方で、全グレードの4WD車からアジャスタブルパックのメーカーオプション設定が抹消された。
  - 11月29日 - タントエグゼと共に一部改良。NA車全グレード（「カスタムRS」を除く全グレード）において、ミライースで開発された「e:Sテクノロジー」のうち、新エンジンと改良型CVTを組み合わせたパワートレーンと停車前アイドリングストップ機能付新型「eco IDLE（エコアイドル）」、エコ発電制御（減速エネルギー回生機能）を採用したことで燃費を大幅に向上（JC08モードで2WD車は24.8km/L、4WD車は24.0km/L）。また、全車でルーフアンテナやLEDリアコンビランプを採用し、「カスタムX」・「カスタムRS」ですでに採用されていたマルチインフォメーションディスプレイを全車に拡大適合された。さらに、「G」はメッキフロントグリル、エアロバンパー、リアスポイラー、フォグランプなどのエアロパーツやカスタムシリーズと同型の大型3眼メーター（タコメーター付）、ブラックを基調としたインテリアを採用し、高級感やスポーティー感を高めた他、以前設定されていた「X Limited」がバックモニター付きナビゲーションを標準装備して復活した（これに伴って、「X Special」は廃止）。なお、NA車は「平成27年度燃費基準+10%」を達成している。
- 2012年（平成24年）
  - 5月21日 - ターボ車の「カスタムRS」を一部改良。NA車同様に「e:Sテクノロジー」の一部を採用したことで燃費を向上（JC08モードで2WD車は22.2km/L、4WD車は20.8km/L）。これにより、2WD車・4WD車共に「平成27年度燃費基準」を達成するとともに、「平成17年排出ガス基準75%低減レベル（☆☆☆☆）」認定も同時に取得した。
  - 5月 - タントシリーズ累計販売台数100万台達成。
  - 9月10日 - 一部改良。NA・2WD車において、エンジン制御の最適化により燃費を向上（JC08モードで24.8km/L → 25.0km/L）したことで「平成27年度燃費基準+20%」を達成した。また、新グレードとして「G Special」・「カスタムX Special」を追加。前者は既存の「G」をベースに、フロントオーバーヘッドコンソールを非装備に、サンバイザーの仕様を照明付大型バニティミラー（運転席/助手席）&チケットホルダー（運転席）からカード&チケットホルダー（運転席）にグレードダウン、オーディオレス化したことで車両本体価格を10万円安く設定した仕様。後者は「カスタムX」をベースに、スライドドアステップランプを省き、ステアリングホイールの仕様を革巻からウレタン3本スポーク（メッキオーナメント付）にグレードダウンしたことで車両本体価格を6万円安く設定した。
- 2013年（平成25年）
  - 9月[4] - 生産終了。在庫対応分のみの販売となる。
  - 10月 - 3代目と交代して販売終了。
- 2018年（平成30年）12月5日 - （参考）既販車用の後付け安全装置「つくつく防止」が発売され、2代目タント（CVT車）用に設定された[5]。「つくつく防止」はソナーセンサーやコントローラー、インジケーターなどで構成されており、装着することでペダル踏み間違いによる急発進抑制機能とパーキングセンサー機能が備わるようになる。「つくつく防止」は2代目タント用の発売を皮切りに、他の車種にも順次拡大される予定である。

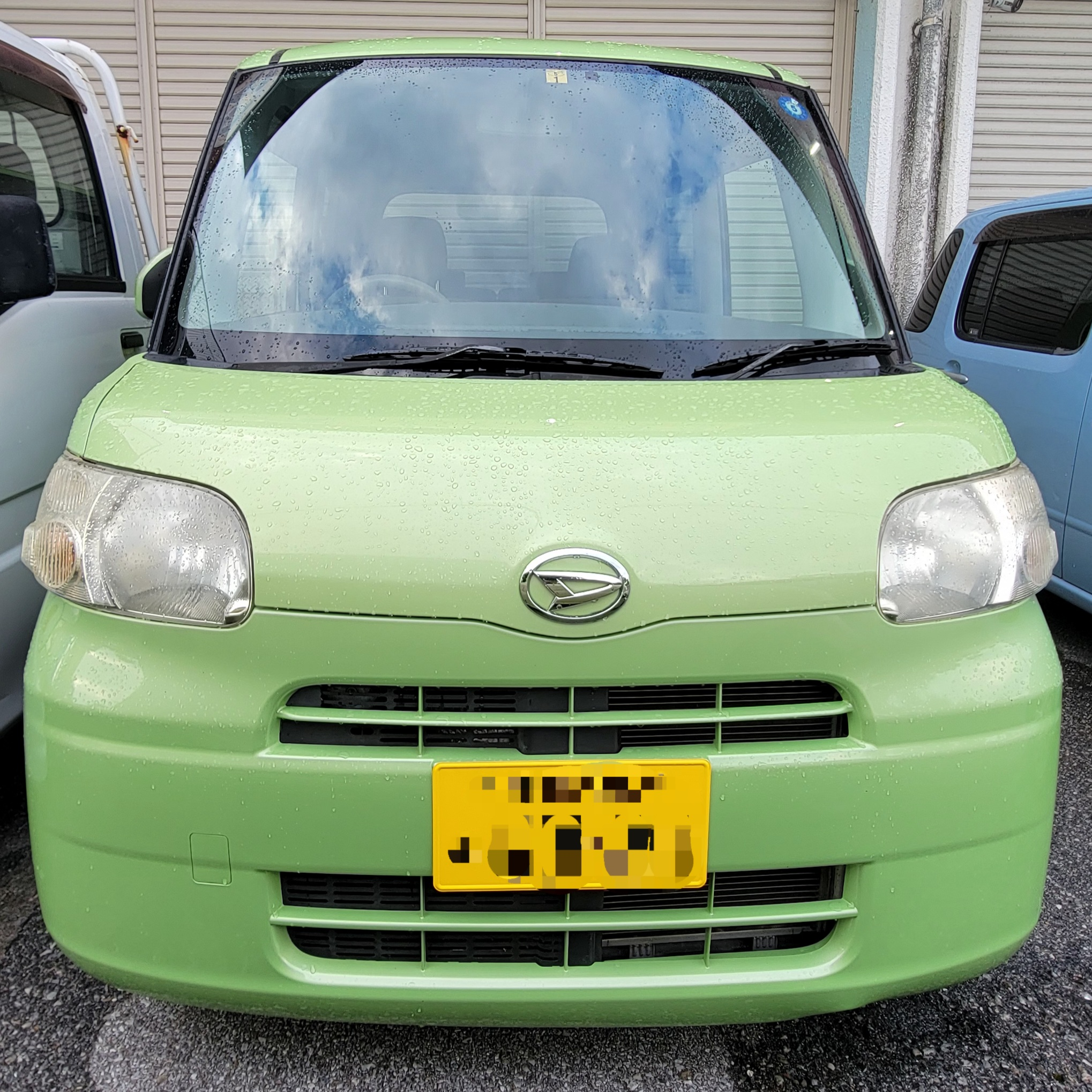
前期型 X （2007年12月 - 2010年9月）
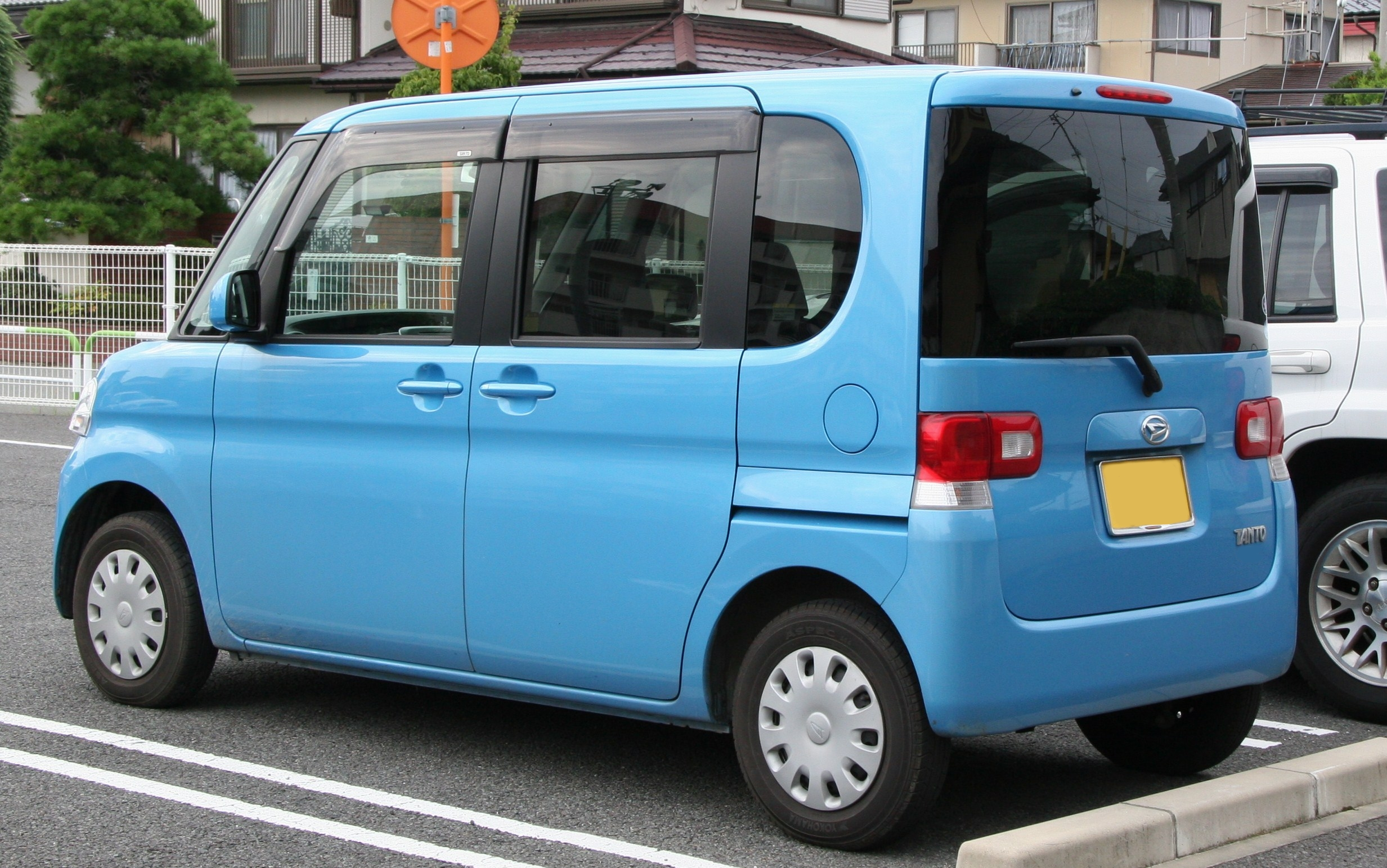
前期型 リア
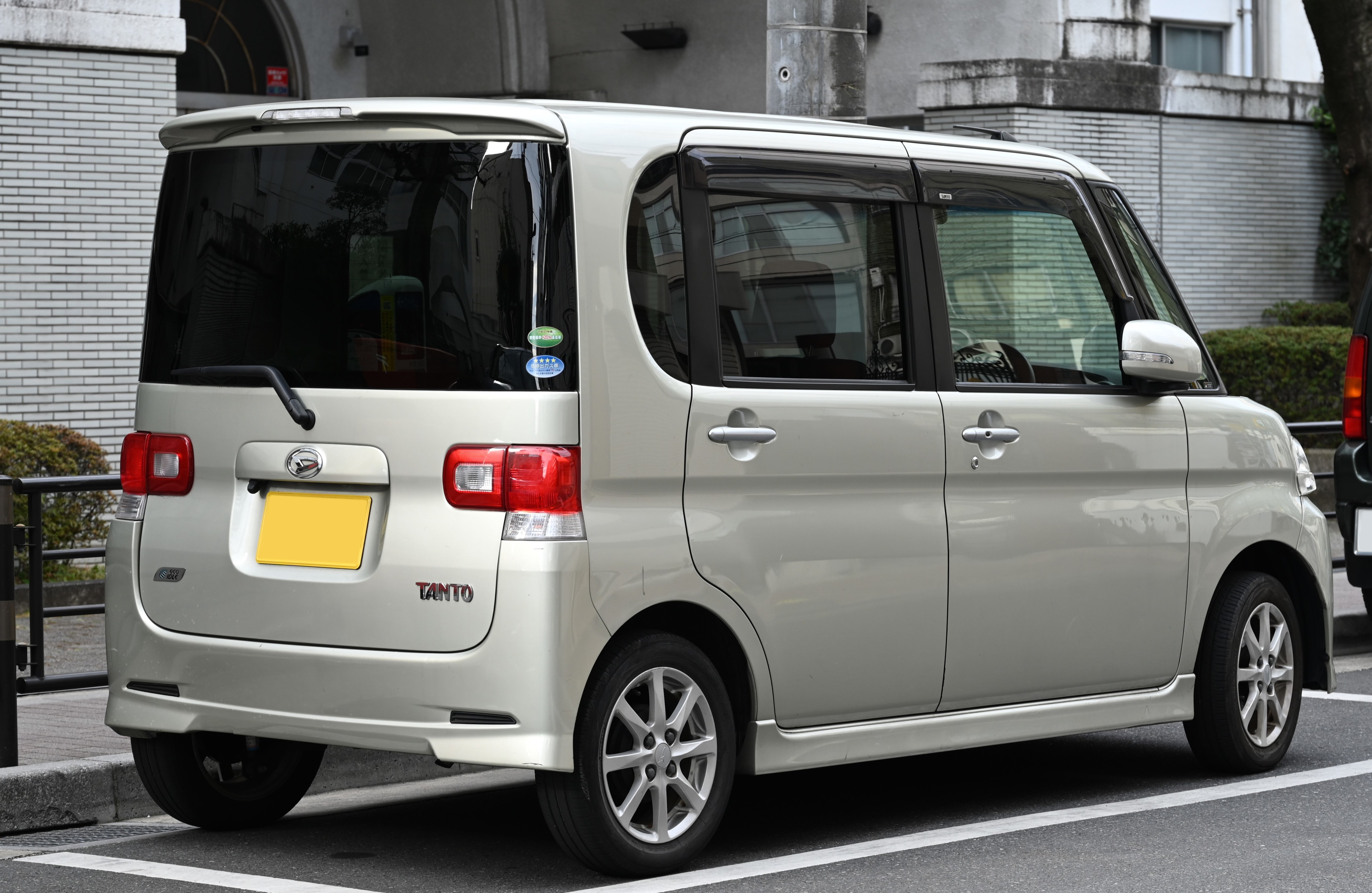
後期型 リア

- タントカスタム
（前期型）
- タントカスタム
（前期型・リア）
- タントカスタム RS
(後期型・リヤ)

- 室内（タント）
- 室内（タントカスタム）

## 3代目「TanTo」LA600S/LA610S型（2013年 - 2019年）

### 年表
- 2013年（平成25年）
  - 9月17日 - フルモデルチェンジに先立ち、翌9月18日からティザーキャンペーンによる事前告知を行うことを発表[6]。
  - 10月3日 - フルモデルチェンジを発表し、同日より販売を開始[7]。ロゴは三度変更され全て大文字の「TANTO」から「TanTo」（「T」のみ大文字）となった。キャッチフレーズは、標準系が「幸せ満点スモール」、カスタム系が「KING OF SMALL」で、CMキャラクターは標準系が菅野美穂と青木崇高、石倉三郎を、カスタムは豊川悦司（2代目カスタム後期型から継続）と綾野剛、菅野美穂が起用された。

2代目で採用された「ミラクルオープンドア」の使い勝手向上のため、助手席のスライド幅を10cm拡張して38cmのロングスライド化を実現するとともに、後席下部の出っ張り部分をなくしたことでフルフラット化され、A型ベビーカーをたたまずに積載できるなど荷物の積載が容易になったほか、2代目は助手席側のみだったスライドドアは運転席側もスライドドアとなったことで両側スライドドアとなり、一部グレードにはパワースライドドアを備えた。
ヘッダ距離を12cm、前席ヘッドクリアランスを2cm延長。さらに、軽自動車初となる助手席シートバックレバーを採用し、外側・運転席側・後席から助手席のスライド・リクライニング操作を可能にした。
フード、フロントフェンダー、バックドア、フューエルリッド、レールカバーを樹脂化することで、利便性・基本性能向上などによる重量増をカバーし、車両重量は2代目とほぼ同等となった。この樹脂化によりスポイラーとバックドアの一体成形が可能になったことで低コスト化にも寄与し、万が一の際の歩行者保護性能を高めた。
全グレードには5代目・後期型ムーヴや後期型ミライースで採用した衝突被害軽減ブレーキ「スマートアシスト」（以下「スマアシ」）を装備したグレードを設定するとともに、急ブレーキしたときにハザードランプを点滅させることで後続車に注意を促すエマージェンシーストップシグナルを全車に装備したことで予防安全性を高めた。
「e:Sテクノロジー」は「車両の進化」を重点的に強化し、前方はAピラー形状を工夫したことで風の乱れを抑制し、後方は樹脂化によって実現したスポイラー一体型バックドアにより車両後方の風の流れを整流化。フロア下の風の乱れも抑制したことでミラ並みのCD値を達成したことで空力性能を高めたほか、エンジンピストンの形状を最適化したことで圧縮比を高め、VVTやCVTサーモコントローラーをターボエンジンにも採用したことで低燃費化を実現し、2代目（2012年9月改良モデル）ですでに達成済だったNA・2WD車に加え、NA・4WD車およびターボ車も「平成27年度燃費基準+20%」を達成した[補足 4]。
「タント」・「タントカスタム」の2ライン構成は3代目にも継承され、ノーマルタイプの「タント」はフロント周りやバンパーを立体造形とし、バックドアレリーフとLEDリアコンビランプをリンクさせ、ドア断面はメリハリのある凹凸で丸みを持たせた。センターメーターは見やすいエリア・距離に配置し、文字を大きくした。
スポーティタイプの「タントカスタム」はフロントデザインに大型グリルやLEDヘッドランプを、リアデザインには大型ルーフエンドスポイラーやLEDリアコンビランプを採用。内装はインパネセンター部にピアノブラック加飾とシルバー加飾を、ステアリングには円形ホーンパッドとシルバー加飾を施し、大型ソファ風のベンチシートを採用した。
ボディカラーは先代で設定されていた「シャンパンゴールドメタリックII」とカスタム専用色の「ブロンズオリーブパールメタリック」を廃止する替わりに、新色の「ファイアークォーツレッドメタリック」、ココアやエグゼ設定色である「プラムブラウンクリスタルマイカ」を追加するとともに、カスタムには専用色として、新色の「ナイトシャドーパープルクリスタルメタリック（メーカーオプション）」やムーヴカスタム設定色である「タングステングレーメタリック」を追加し、タントは10色、タントカスタムは7色を設定した（このうちの5色はタント・タントカスタムどちらでも設定できる共通カラーで、タントは大半のボディカラーが2代目・後期型からの既存色である）。
グレード体系はタントはベーシックグレードの「L」、シルバーインパネガーニッシュ（運転席/助手席）、プッシュボタンスタート、左側（助手席側）パワースライドドア、フロントスタビライザーを追加し、カラードドアミラーをキーフリー連動オート格納式（4WD車はヒーテッド付）、エアコンをプッシュ式オートタイプにグレードアップした充実グレードの「X」、メッキフロントグリル、ドアミラーターンランプ、14インチアルミホイール（先代型の流用）を追加し、パワースライドドアを両側にグレードアップした上級グレードの「G」の3タイプ。タントカスタムはNA車の「X」とターボ車の「RS」の2タイプを設定する（「RS」は「X」の仕様に加え、メッキフロントグリルにLEDイルミネーションが追加され、ステアリングホイール（メッキオーナメント・シルバー加飾付）は革巻に、インパネセンターシフトのシフトノブは本革（シルバー加飾付）に、パワースライドドアは両側にそれぞれグレードアップ。アルミホイールは15インチにサイズアップし、切削デザインとなる）。なお、前述のスマアシ付仕様は、各グレード名に"SA"が付記される。「L"SA"」はスマアシに加え、フロントスタビライザーも追加装備される。
さらに、軽自動車では初めて、8インチ液晶のメモリーナビ（NSZN-W64DB）がディーラーオプションで用意された[補足 5]。装着にはセンタークラスターパネルの交換を伴うが、このパネルがオートエアコン用しか用意されていないため、タントの「L」系グレード（マニュアルエアコン）には装着できない。
  - 11月7日 - 2013年度に受賞されたグッドデザイン賞の中で特に優れたデザインに贈られる「グッドデザイン金賞（経済産業大臣賞）」を受賞したことを発表した[8]。
  - 12月12日 - ノーマルタイプのタントにターボエンジンを搭載し、専用メッキグリルやフォグランプなどを装備したターボ車「Xターボ」・「Xターボ"SA"」を追加（タントにターボ車が設定されるのは、初代の「R」・「RS」以来の設定となる）[9]。同時に、福祉車両「フレンドシップシリーズ」にラインナップされている「タント スローパー」・「タント ウエルカムシート」をフルモデルチェンジ[10]。「スローパー」は新たに電動ウインチを全車に標準装備するとともに、車いす乗車スペースの床面傾斜角を約12°から約8°に変更してよりフラットに近づけたほか、スロープは突出長を約95mm短縮、幅を約15mm拡大。リアシートはヘッドレストの取り外しを不要にし、折り畳み手順を簡略化したほか、リアシートを取り外すことで足元スペースが拡大し、全長が長い車いす（リクライニングタイプなど）にも対応できる。併せて、「スローパー」シリーズでは初となる車いす乗車者用3点式シートベルトを採用した。「ウエルカムシート」はシートリフト機構を一新し、乗降時の頭上高さをさらに拡大するとともに、フットレストの高さを見直し、リモコンポケットを追加した。価格設定を見直し、最低価格を「スローパー」で約15万円、「ウエルカムシート」は約17万円の値下げを行い、グレード体系はスマアシ付グレード（「X"SA"」、「スローパー」には「L"SA"」も設定）を設けるとともに、カスタム系の「カスタムX"SA"」も新設された。
  - 12月28日 - タントカスタムの新CMの放映が開始され、走行性能を示すために撮影地に採用された急勾配の江島大橋とともに話題となる[11]。
- 2014年（平成26年）
  - 5月8日 - 特別仕様車「スマートセレクションSA」・「スマートセレクションSN」・「スマートセレクションSA&SN」を発売[12]。3タイプ共通で、スーパーUV&IRカットガラス（フロントドア）とスーパーエアクリーンフィルターを特別装備し、「スマートセレクションSA」はスマアシを、「スマートセレクションSN」はスマートフォン連携メモリーナビゲーションシステムを、「スマートセレクションSA&SN」はスマアシとスマートフォン連携ナビゲーションシステムを特別装備した。なお、「スマートセレクションSA」は全グレード（「L」・「X」・「Xターボ」・「G」・「カスタムX」・「カスタムRS」）に設定されるが、「スマートセレクションSN」と「スマートセレクションSA&SN」は廉価グレードの「L」を除く5グレードに設定される。また、左記の2グレードに関してはリアアンダーミラー（室内付）が非装備となる。
  - 7月4日 - 2014年上半期（2014年1月〜6月）の販売台数が135,688台となり、登録車を含めた新車販売台数でNo.1を獲得したことを発表。ダイハツ車で登録車を含む上半期の新車販売台数がNo.1となったのは、全国軽自動車協会連合会の記録がある2006年以降で初となった[13]。
  - 10月1日 - 前述の2014年上半期新車販売台数No.1を記念し、カスタムに特別仕様車「トップエディション SA」を発売。「X」・「RS」をベースに、フロントグリルLEDイルミネーション（ブルー）、専用ファブリック×ソフトレザー調シート（シルバーステッチ）、シャドウフロー柄のプレミアムシャインブラックセンタークラスター、プレミアムシャインブラック&ファブリック仕様のアームレスト（専用ファブリック、運転席/助手席）を採用し、スマアシに加え、トップシェイドガラス、ドライビングサポートパック（チルトステアリング、運転席シートリフター）、純正ナビ装着用アップグレードパック（ステアリングスイッチ、バックカメラ、リアスピーカー&ツィーター）を特別装備した。

同時にノーマルタイプのタントは一部改良を実施。シート表皮・インパネ・ドアトリムにブラック内装を採用するとともに、シルバーインパネガーニッシュ、エアコンセンターレジスターリング（シルバー加飾付）、メッキのレジスターエアコンノブとインナードアハンドル（運転席/助手席）、SRSサイドエアバッグ（運転席/助手席）、チルトステアリング、運転席シートリフター、リアアンダーミラー（室内付）をひとまとめにしたメーカーセットオプション「ブラックインテリアパック」が設定された[14]。これに加え、特別仕様車の「スマートセレクション」シリーズに特別装備されていたスーパーUV&IRカットガラス（フロントドア）とスーパーエアクリーンフィルターを「L」・「L"SA"」及び福祉車両「フレンドシップ」シリーズを除く全グレード（カスタム「トップエディション SA」含む）に標準装備された（これにより、特別仕様車「スマートセレクション」シリーズは廃止）。
- 2015年（平成27年）
  - 1月8日 - 2014年10月2日まで販売していた派生車種のタントエグゼを含めたタントシリーズの2014年の販売台数が234,456台となり、同年上半期に続いて、登録車を含めた新車販売台数でNo.1を獲得したことを発表。登録車を含めた新車販売台数でNo.1獲得となったのはダイハツ車のみならず、軽乗用車でも初となった[15]。
  - 4月6日 - 2014年10月2日まで販売していた派生車種のタントエグゼを含めたタントシリーズの2014年度（2014年4月〜2015年3月）の販売台数が214,865台となり、軽四輪新車販売台数でNo.1を獲得したことを発表。これにより、タントシリーズは2014年の年間単位・年度単位共に軽四輪新車販売台数No.1となった[16]。
  - 4月27日 - 一部改良（5月11日販売開始）[17]。

一部グレードに標準装備されているスマアシを進化版の「スマートアシストII（以下、スマアシII）」に変更。これまでのレーザーセンサーとソナーセンサーに加えてカメラを搭載したことで約4〜50km/hで走行中に前方に歩行者を認識して衝突の危険性があると判断した場合、及び、約60km/h以上で走行中に、ウインカーを出さずに走行している車線から車両がはみ出しそうになった時にそれぞれブザーとメーター内の警告灯でドライバーに危険を警告する「衝突警報機能（対歩行者）」と「車線逸脱警報機能」の2つの機能を追加し、既存の「衝突回避支援ブレーキ機能」は従来の約30km/hまでから約50km/hまで且つ速度差が約30km/h以内に「衝突警報機能（対車両）」は約30km/hまでから約100km/hまで且つ速度差が約60km/h以内にそれぞれ性能を向上した。また、6代目ムーヴで新たに採用された「誤発進抑制制御機能（後方）」も追加された。グレード名に関してもスマアシII搭載グレードは従来の"SA"から"SA II"に改名した。
さらに、装備や外装の変更も行われ、既存のパワースライドドアにワンタッチオープン機能を追加し、これまではスマアシ搭載グレードのみだったVSC&TRCをスマアシIIの構成から切り離して全車に標準装備化。「X」・「Xターボ」・「G」にはLEDヘッドランプをメーカーオプション設定し、特別仕様車「トップエディション SA」から改名した「トップエディション SA II」はLEDフォグランプが新たに追加され、「カスタムX"トップエディション SA II"」はアルミホイールのデザインを変更した。ボディカラーの変更も行い、新色の「ディープブルークリスタルマイカ（メーカーオプション）」と「トニコオレンジメタリック（タントカスタム専用色）」を追加したほか、タントは「マスカットグリーンメタリック」と「ファインブルーマイカメタリック」を「シルキーグリーンパール（メーカーオプション）」と「シルキーブルーパール（メーカーオプション）」に、タントカスタムは「タングステングレーメタリック」を「メテオライトグレーイリュージョナルパール（メーカーオプション）」にそれぞれ差し替えた。なお、今回の一部改良により、リア左下に装着されていた「eco IDLE」エンブレムを廃止した。
また、ベース車と同時に福祉車両の「タント スローパー」、「タント ウェルカムシート」も一部改良[18]。ベース車同様に装備内容の追加に加え、ベースグレードに装備されていないL・L"SA II"を除く全車にスーパーUV&IRカットガラス（フロントドア）とスーパーエアクリーンフィルターを装備した。「タント ウェルカムシート」は全車にスマアシIIを標準装備し、廉価グレードの「L"SA II"」を追加した。
  - 6月 ｰ ここまでの累計販売台数が36万3462台[19]に達する。
  - 12月14日 - マイナーチェンジ[20]。キャッチフレーズは、標準系が「育ち盛りの家族へ。」、カスタム系が「GRAND SMALL」で、CMキャラクターは標準系がDAIGOと加藤ローサ[補足 6]を、カスタムは三浦知良が起用された。

タントはブラウンの撥水加工フルファブリックシートとプレミアムシャインブラックのセンタークラスター（後者は「L」・「L"SA II"」を除く）を新たに採用。また新グレードとして、外観はホワイトを基調とした2トーンカラー3色を専用で設定し、ホワイトとボディ同色で組み合わせた14インチ2トーンカラードフルホイールキャップを採用。内装にはセンタークラスターとドアアームレストにクリアホワイトを、シートに撥水加工を施したフルファブリックと防汚加工を施したホワイトのソフトレザー調のコンビシートを、エアコンレジスターノブにメッキをそれぞれ採用し、シルバー加飾を施したエアコンセンターレジスターリングを採用した「X"ホワイトアクセントSA II"」を追加。
タントカスタムは外観の変更を行い、メッキフロントグリル、大型エアロバンパー、大型バックドアメッキガーニッシュを新デザインに変更するとともに、フォグランプをLED化。「トップエディションSA II」系は専用デザインが与えられ、外観はフロントグリルとリアコンビランプ（クリアクリスタル・LEDストップランプ）にダークメッキアクセントを追加し、大型エアロバンパーを専用デザインに変更し、フロントLEDイルミネーションランプ（オールデイ）、ダークメッキLEDヘッドランプ（ロービーム・オートレベリング機構・LEDクリアランスランプ付）を追加した。内装ではセンタークラスターとドアアームレスト（専用ファブリックとのコンビ仕様）にマーブル柄のプレミアムシャインディープブルーを採用した[補足 7]。
そのほか、「L」・「L"SA II"」とカスタム全車にリアアンダーミラー（室内付）を標準装備（これにより、リアアンダーミラー(室内付)は全車標準装備化）したほか、チルトステアリングと運転席リフターで構成された「ドライビングサポートパック」については、標準装備グレードを前述の「X"ホワイトアクセントSA II"」、とカスタムの「トップエディションSA II」のみとし、「X」・「Xターボ」・「G」（左記の「SA II」系グレードを含む）はメーカーオプション設定に変更した[補足 8]。
ベース車と同時に福祉車両の「タント スローパー」と「タント ウェルカムシート」もマイナーチェンジされ、ベース車同様に外内装の変更[補足 9]に加え、「タント スローパー」はスロープを軽量化してキズつきを低減する表面処理の追加を行い、電動ウインチ操作を簡略化。「タント ウェルカムシート」は下降時の前傾角度を増加することで昇降シート先端部高さを低減するとともに最大シート突出量を縮小し、シート下降時間を短縮した。また、福祉車両共通でディーラーオプションに防汚シートカバーを設定した[21]。
- 2016年（平成28年）
  - 11月30日 - 一部改良[22]。

従来の「スマアシII」搭載車を「スマートアシストIII（以下、スマアシIII）」に変更。これに伴い、グレード名も"SA III"に改名された。
2カ所に分かれていたデバイス類をフロントガラス上部に集約し、左右カメラ間隔を80mmとした小型ステレオカメラ[23]に変更したことで、「衝突回避支援ブレーキ機能（対車両）」の作動車速域を約50km/hまでから約80km/hまでに、「衝突警報機能（対車両）」は速度差を約60km/hまでから約100km/hまでに性能向上し、「衝突回避支援ブレーキ機能（対歩行者）」・「被害軽減ブレーキアシスト」及びダイハツ車では初となる「オートハイビーム」も備えた。さらに、これまではディーラーオプション設定だった死角となる左右後方の障害物をブザーで知らせるコーナーセンサー（リア2個）も「スマアシIII」搭載車に標準装備した。
そのほか、パワースライドドア装備グレードに予約ロック機能を追加し、「D assist 切替ステアリングスイッチ」を全車に標準装備。福祉車両の「ウェルカムシート」に装備されている運転席シートヒーターを「L」系グレードの2WD車を除く全車（「スローパー」を含む）に、チルトステアリングと運転席シートリフターを「L」系グレードを除く全車（「スローパー」を含む）にそれぞれ拡大して標準装備すると同時に、リアヒーターダクトも「L」系グレードの2WD車を除く全車（「ウェルカムシート」・「スローパー」を含む）に標準装備した。ボディカラー・グレードの一部整理が行われ、「シルキーグリーンパール（タント専用色、メーカーオプション）[補足 10]」と「トニコオレンジメタリック（カスタム専用色）」を、「Xターボ」「G」「カスタムRS」をそれぞれ廃止。一部グレードに装備されている14インチアルミホイールのデザインを変更した。併せて、ムーヴキャンバスに採用された、手洗いでの洗濯が可能な「簡単脱着&洗えるシートクロス」を新たにディーラーオプション設定した。
  - 12月13日 - スバルブランドを展開する富士重工業（現・SUBARU）に「シフォン」の名でOEM供給を開始。タント初のOEM車種になった。
- 2017年（平成29年）
  - 10月5日 - 福祉車両や派生車種「タントエグゼ」を含むシリーズの累計販売台数が200万台を達成したことが発表された[24]。
  - 12月18日 - 一部改良[25]。

一部の車種に導入されているパノラマモニターが新たに採用され、タントは「L」系グレードを除くグレード（福祉車両を含む）に「パノラマモニター対応純正ナビ装着用アップグレードパック」として、タントカスタムは全てのグレードに「パノラマモニター対応カメラ」としてそれぞれメーカーオプション設定された[補足 11]。
併せて、特別仕様車「X"リミテッド SA III"」と「カスタムX"トップエディションリミテッド SA III"」が設定された。「X"SA III"」と「カスタムX"トップエディション SA III"」をベースに、パワースライドドアはベースグレードで装備済みの左側（助手席側）に加えて右側（運転席側）も追加されて両側にグレードアップするとともに、前述のパノラマモニター（「X"リミテッド SA III"」は「パノラマモニター対応純正ナビ装着用アップグレードパック」が、「カスタムX"トップエディションリミテッド SA III"」は「パノラマモニター対応カメラ」が装備）、「X"リミテッド SA III"」にはLEDヘッドランプも装備された。
- 2018年（平成30年）
  - 8月20日 - 特別仕様車「L"リミテッド SA III"」、「カスタムRS"トップエディションリミテッド SA III"」を発売[26]。

「L"リミテッド SA III"」は、「L"SA III"」をベースに「純正ナビ装着用アップグレードパック」が、「カスタムRS"トップエディションリミテッド SA III"」は「カスタムRS"トップエディション SA III"」をベースに「パノラマモニター対応カメラ」がそれぞれ特別装備された。
  - 12月3日 - 特別仕様車「X"VS SA III"」、「カスタムX"トップエディションVS SA III"」、「カスタムRS"トップエディションVS SA III"」が発売された[27]。

「X"VS SA III"」は「X"SA III"」をベースに、内装は「ブラックインテリアパック」とタコメーター付自発光式大型3眼センターメーターが特別装備され、シャドウフロー柄に変更したセンタークラスターと運転席/助手席ドアアームレストにプレミアムシャインブラック（ドアアームレストはファブリックとのコンビ仕様）を採用。そのほか、専用14インチアルミホイール、LEDヘッドランプ（ロービーム・オートレベリング機構付）、右側パワースライドドア（ワンタッチオープン機能・予約ロック機能付）、パノラマモニター対応純正ナビ装着用アップグレードパックが特別装備された。
カスタムの「トップエディションVS SA III」系は、「カスタムX」と「カスタムRS」の各「トップエディション SA III」をベースに、ホワイトのフロントグリルLEDイルミネーションとパノラマモニター対応カメラが特別装備されたほか、「カスタムX"トップエディションVS SA III"」には「X"VS III"」同様に右側パワースライドドア（ワンタッチオープン機能・予約ロック機能付）が、「カスタムRS"トップエディションVS SA III"」には専用15インチアルミホイールがそれぞれ特別装備された。
ボデイカラーは3グレード共通で「レーザーブルークリスタルシャイン（メーカーオプション）」が特別設定される。
同時に、既存モデルのボディカラー設定を変更[28][29]。タントは「コットンアイボリー」、「シルキーブルーパール（メーカーオプション）[補足 12]」、タントカスタムは「メテオライトグレーイリュージョナルパール（メーカーオプション）」、「ナイトシャドーパープルクリスタルメタリック（メーカーオプション）」を廃止し、タントは8色、タントカスタムは6色の設定とした。
- 2019年（令和元年）
  - 6月30日 - 後述する次期（4代目）モデルの生産準備に伴い、3代目モデルのオーダーストップ、並びに生産終了。以後は在庫分のみの販売となる。
  - 7月 - 4代目と入れ替わる形で販売終了。

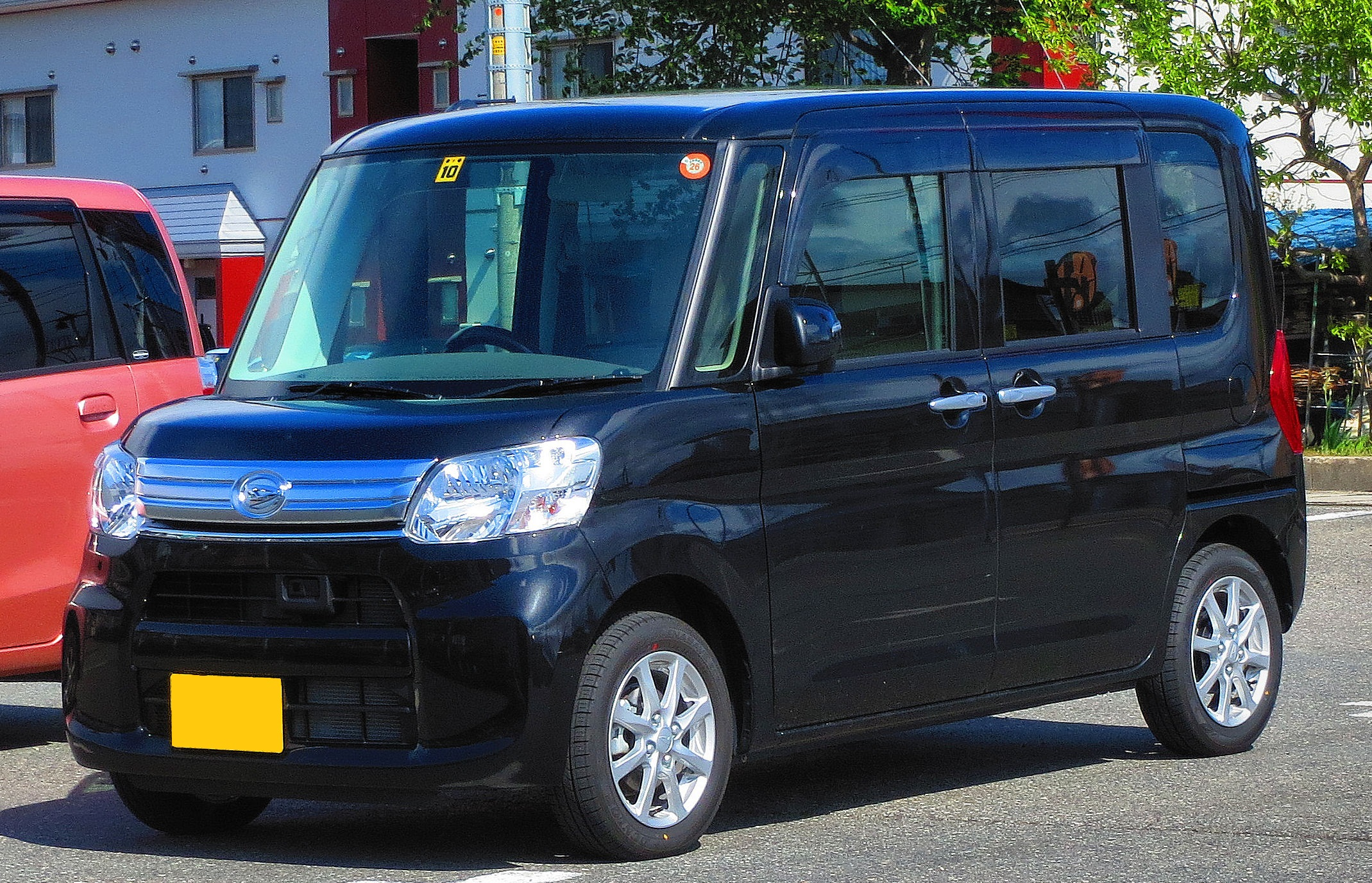
タント G "SA"（2013年10月販売型）
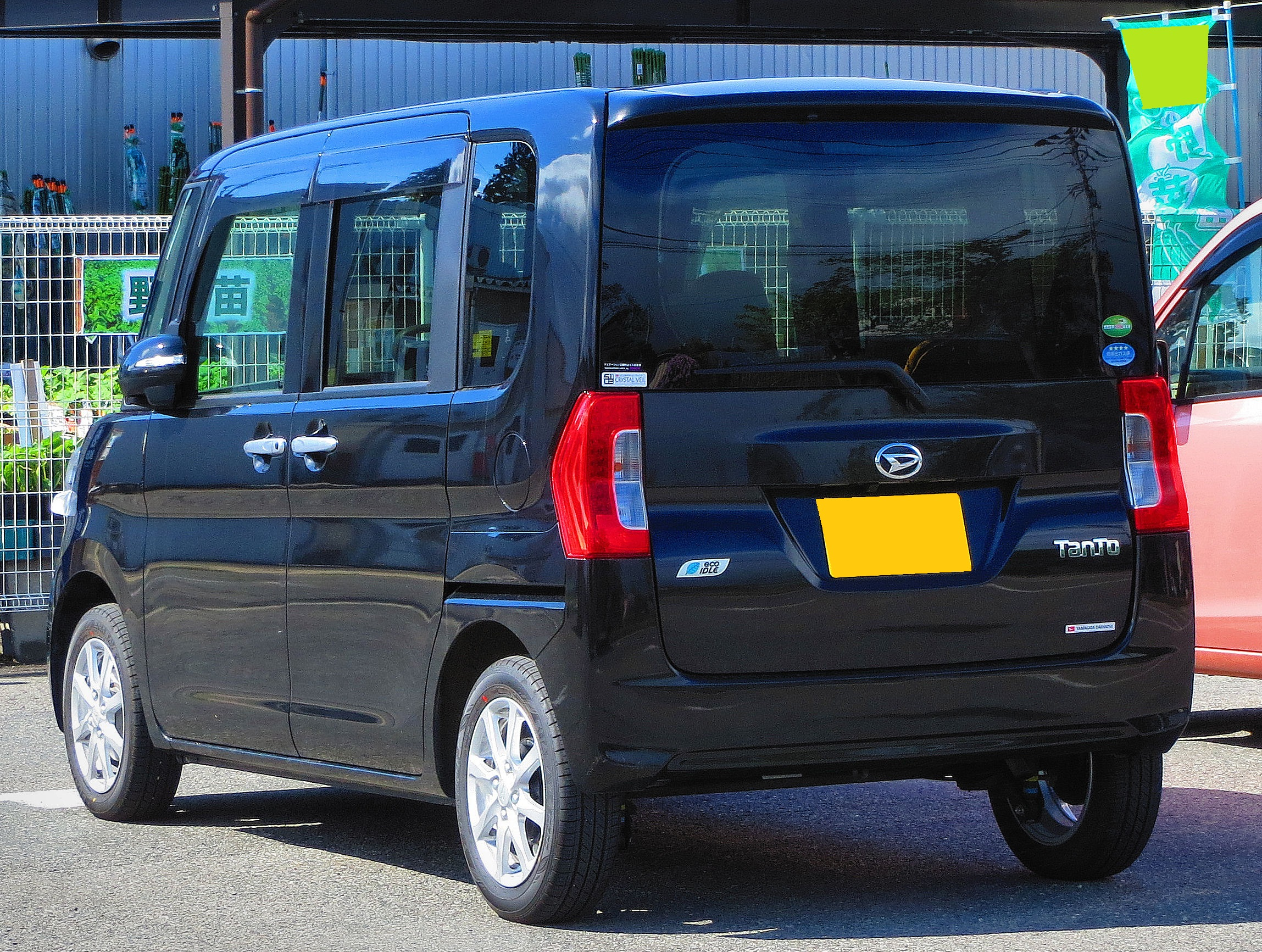
タント G "SA"（2013年10月販売型） リヤ
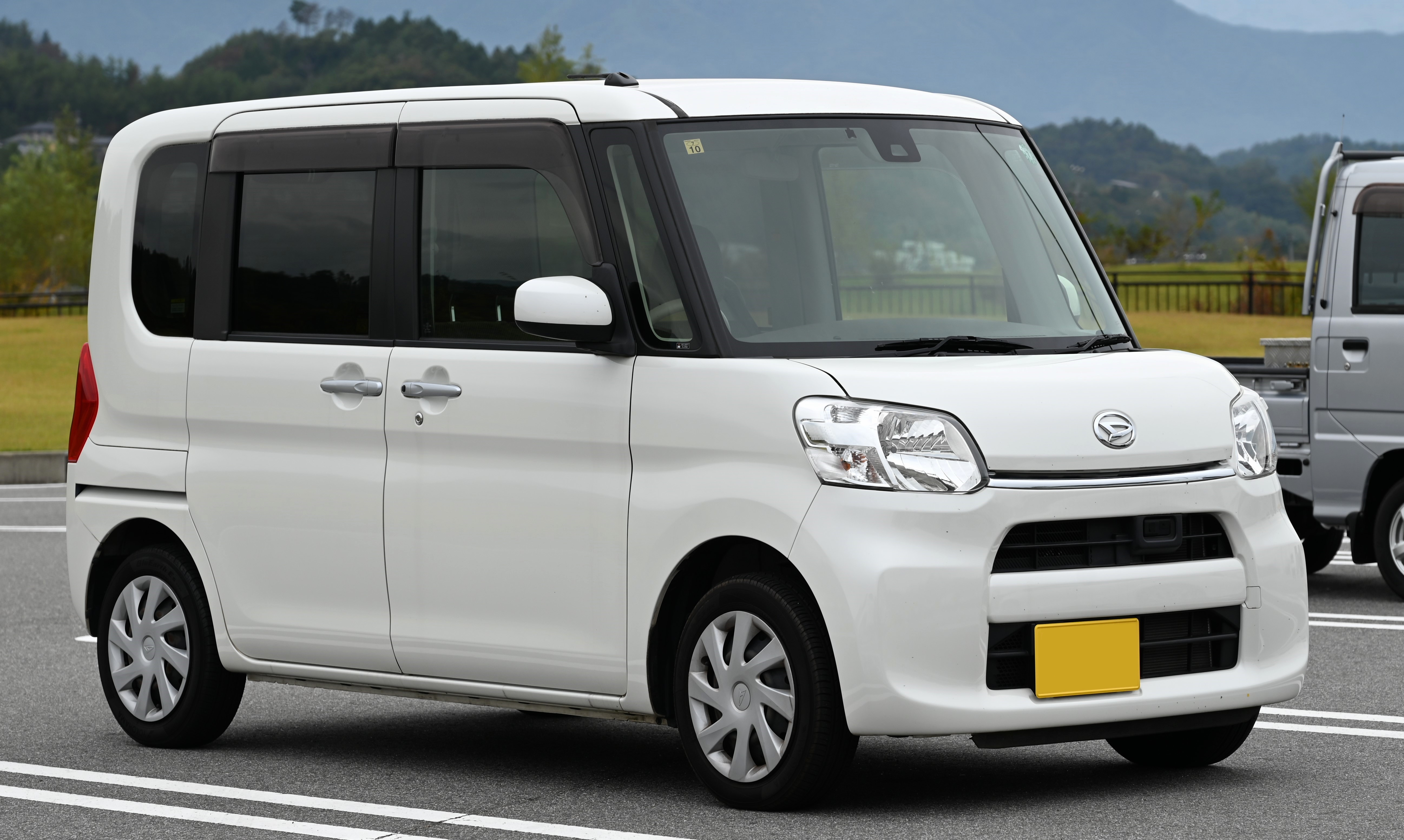
タント X "SA"（2013年10月販売型）
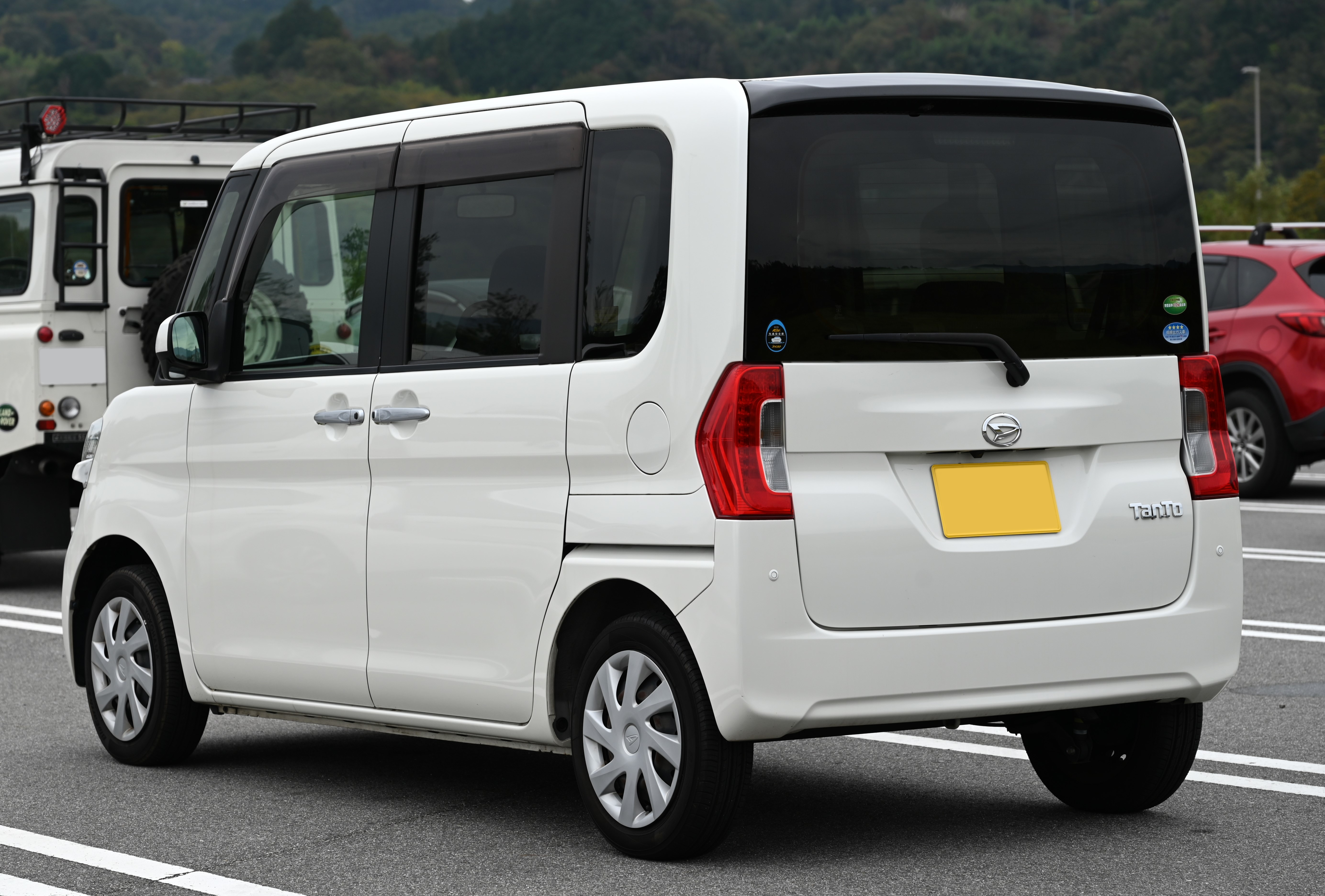
タント X "SA"（2013年10月販売型） リヤ
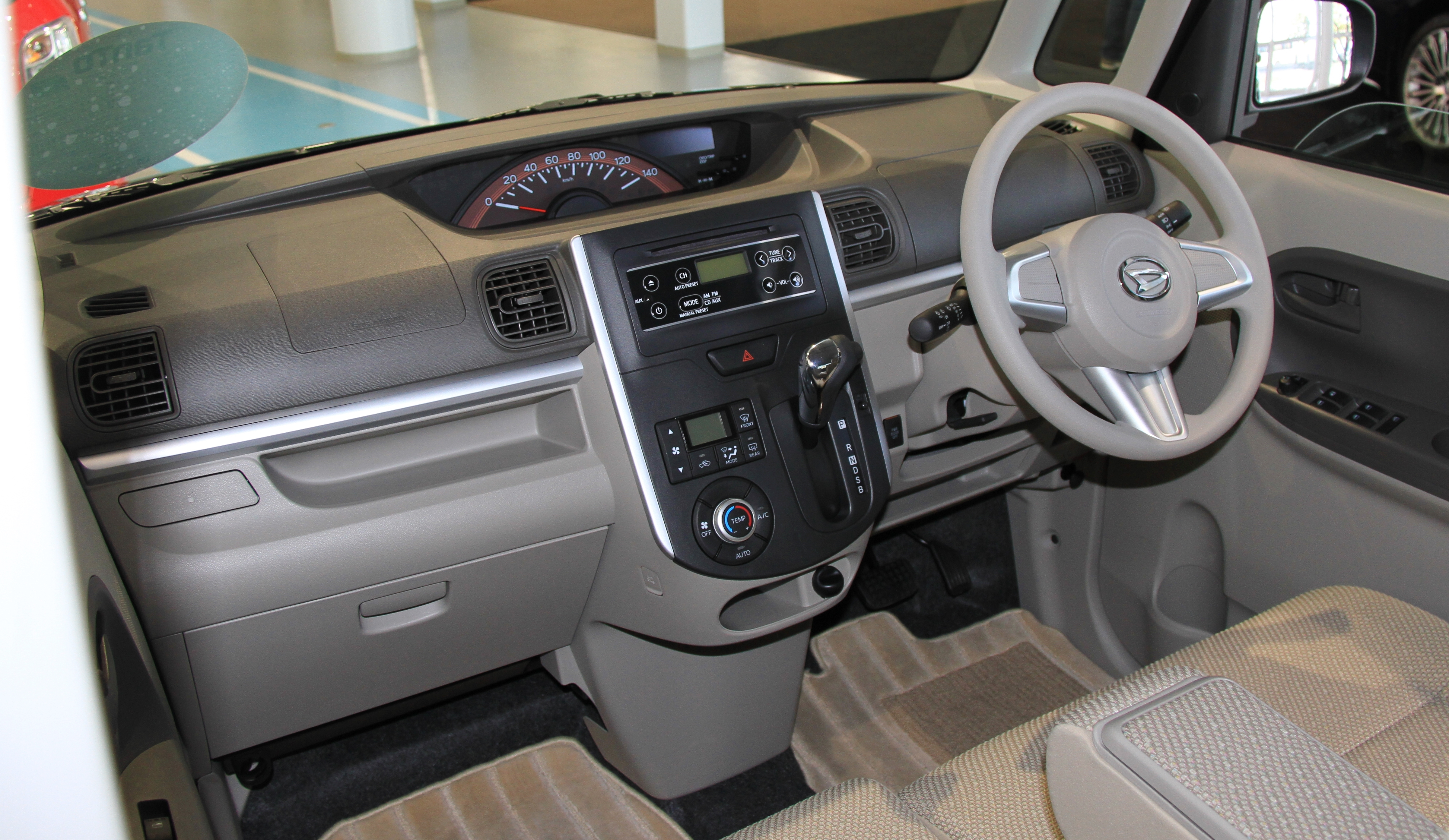
タント X"SA"（2013年10月販売型） 室内

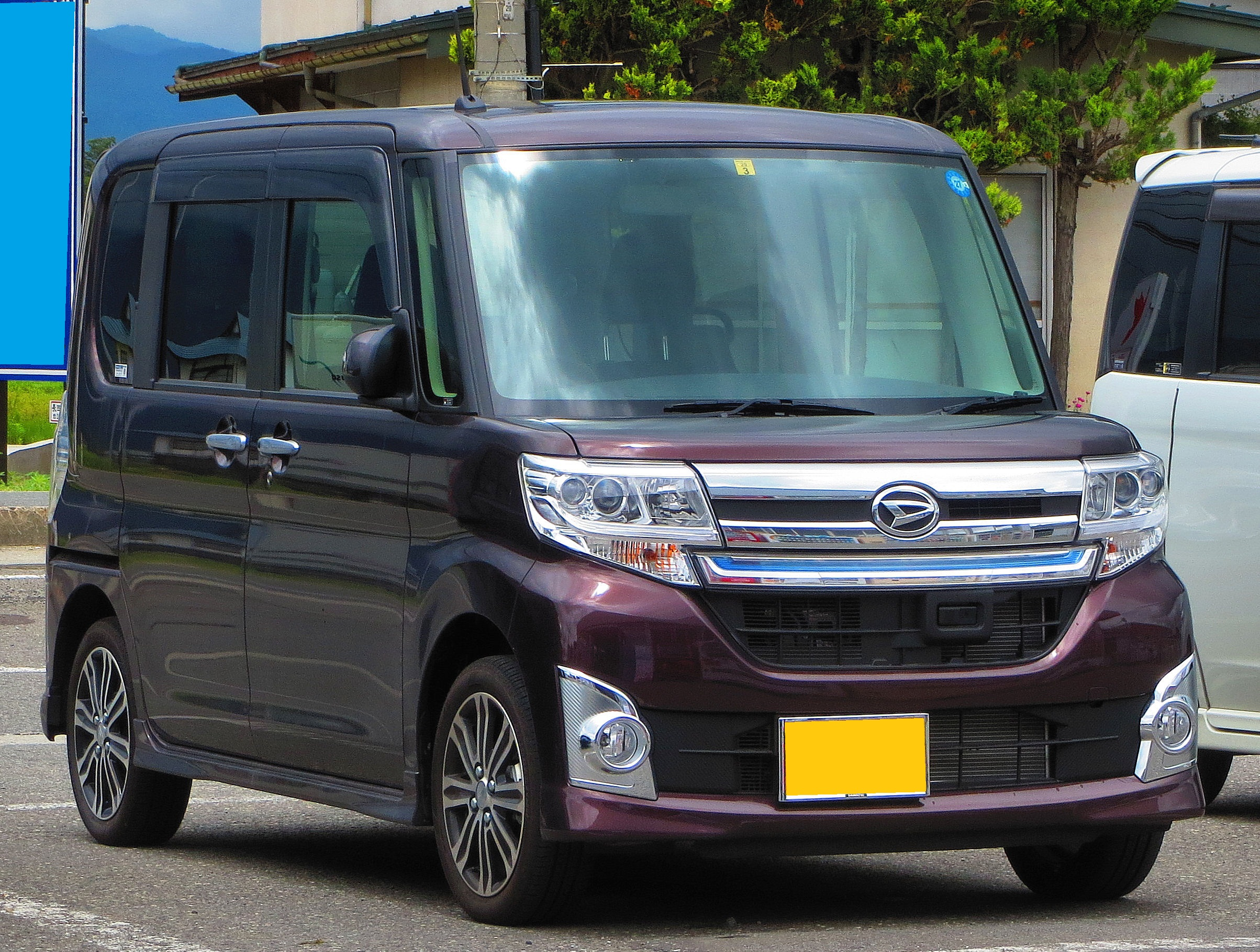
カスタムRS "SA"（2013年10月販売型） フロント
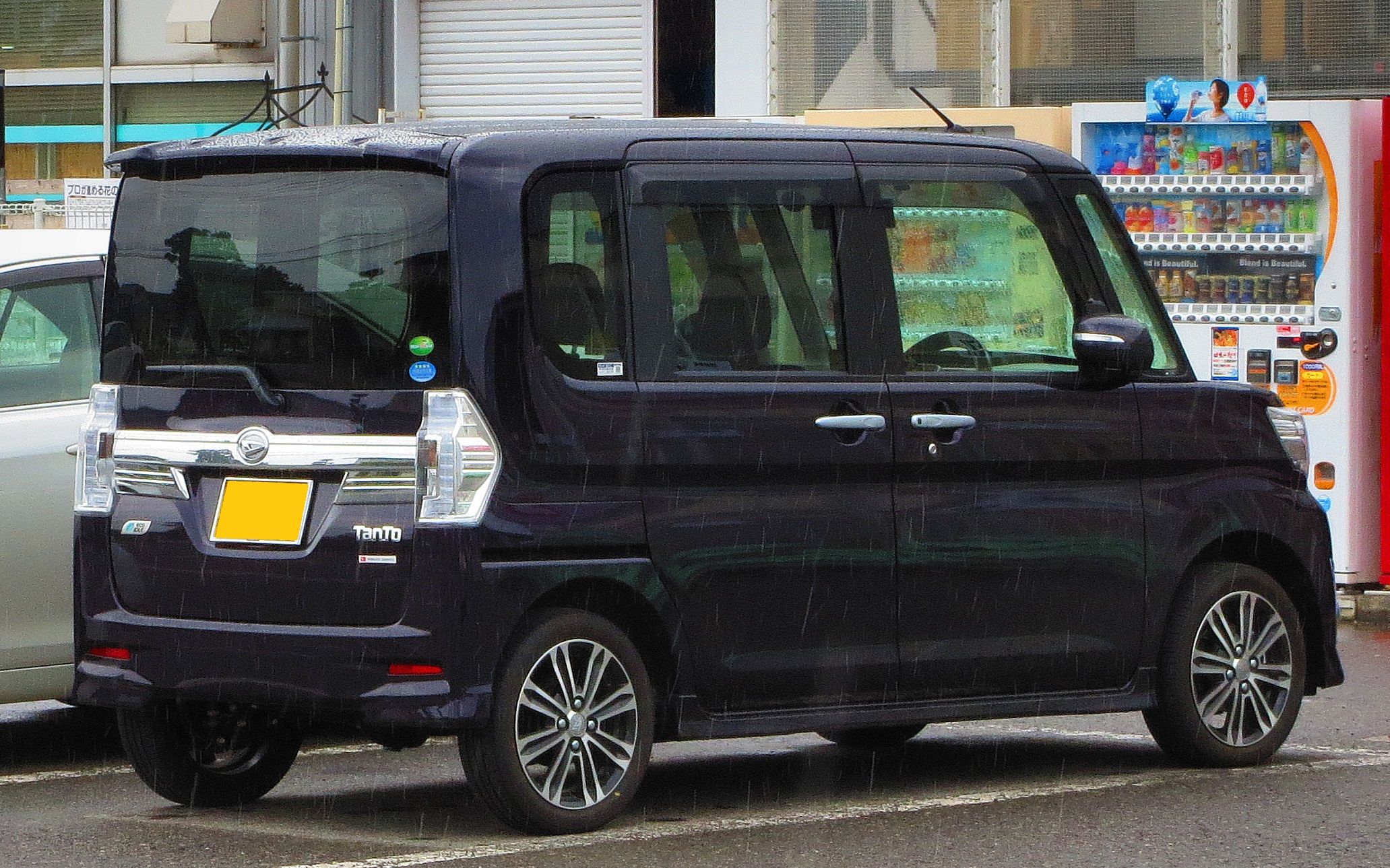
カスタム RS "SA"（2013年10月販売型）  リヤ
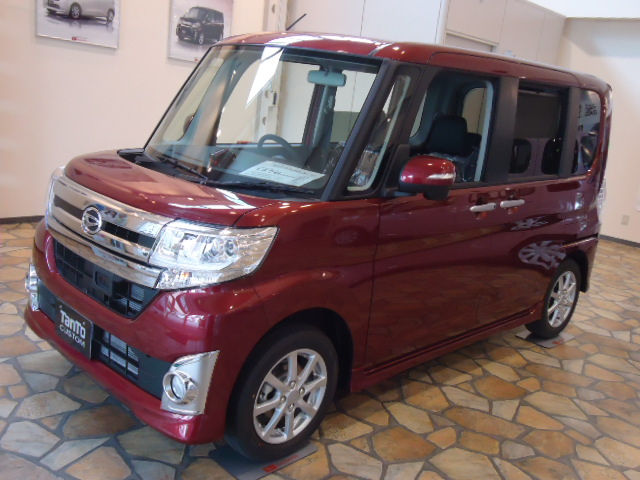
カスタムX"SA"（2013年10月販売型） フロント
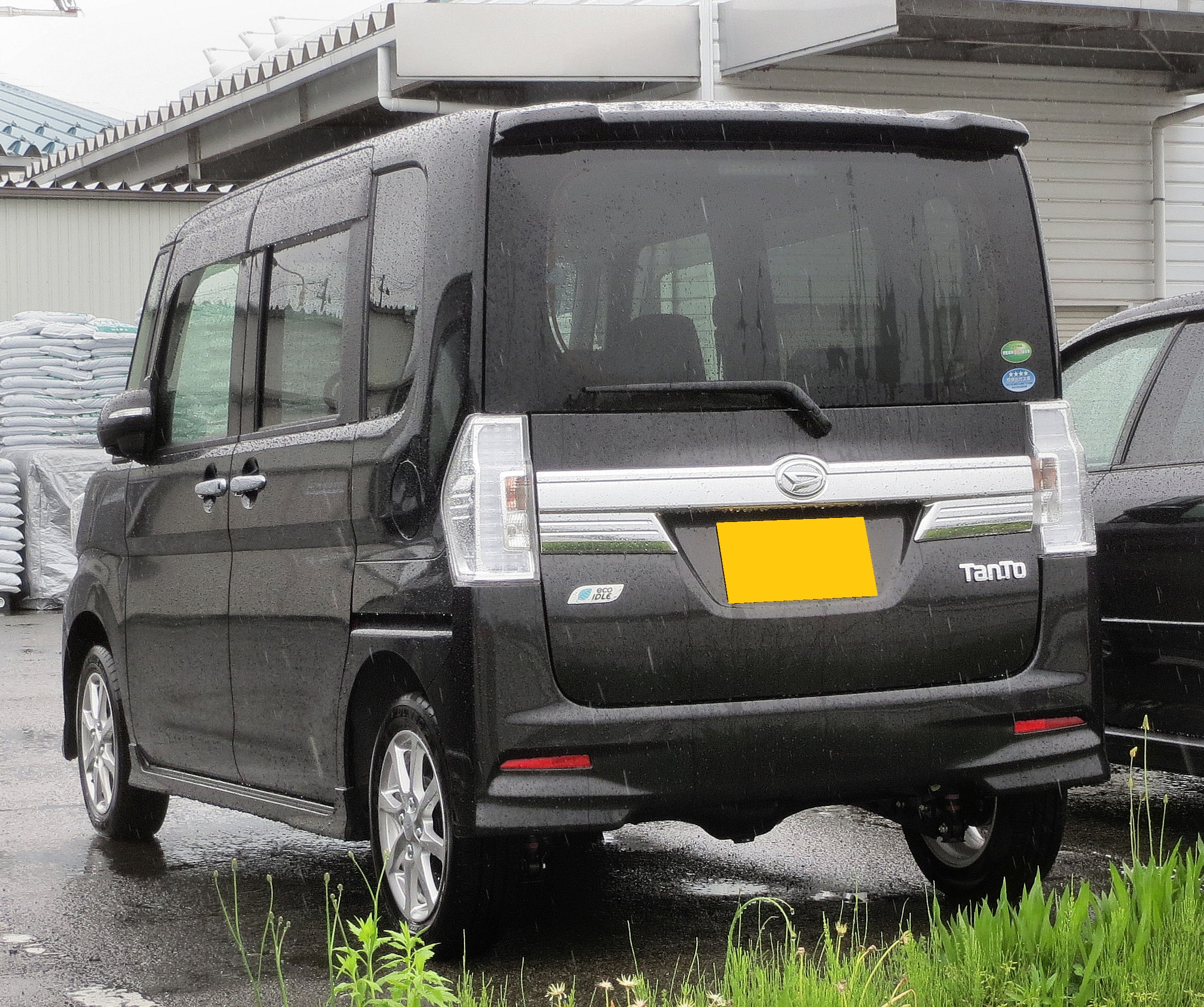
カスタム X（2013年10月販売型） リヤ
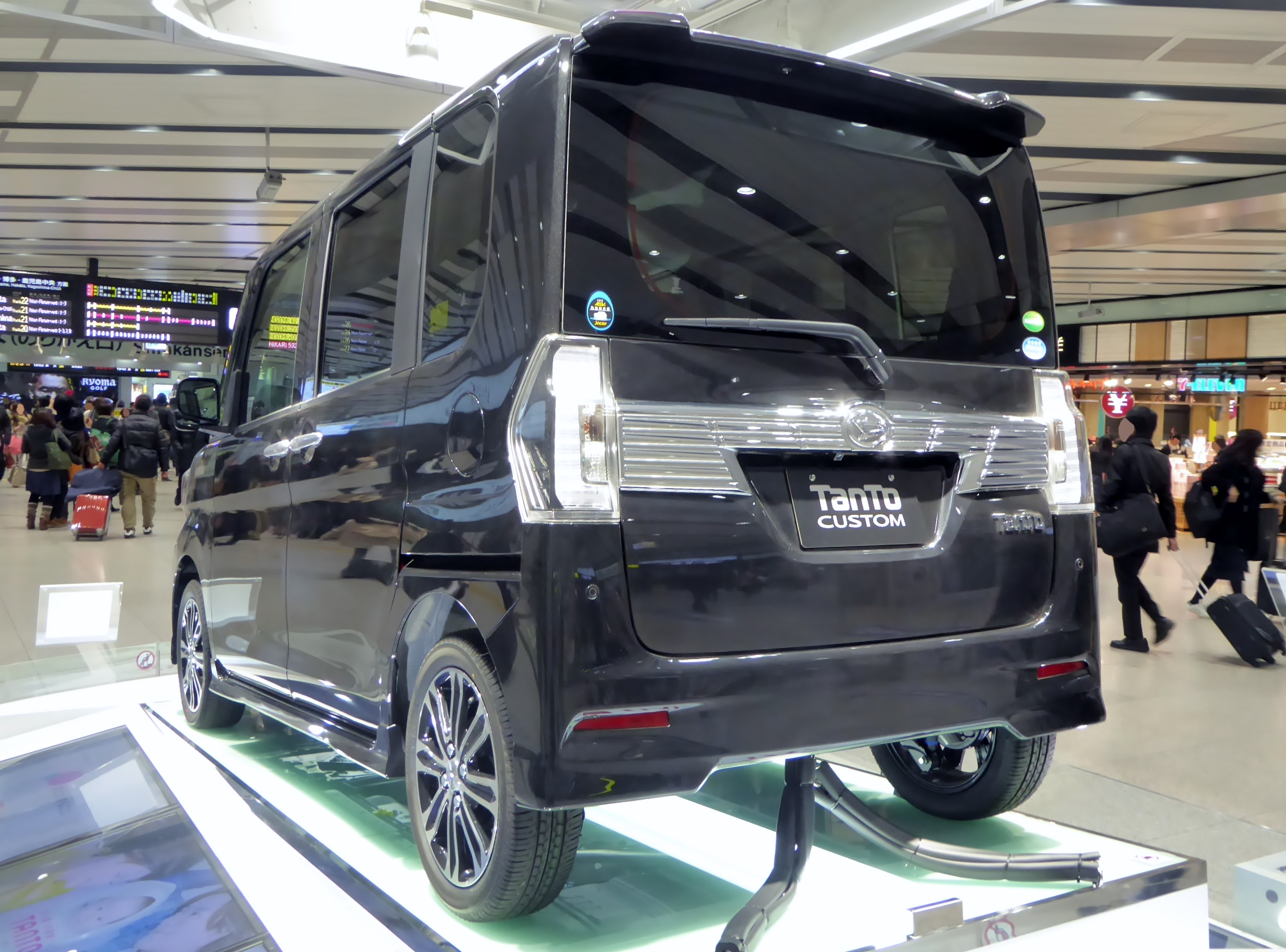
カスタム RS "トップエディション SA II" （2015年12月改良型） リヤ
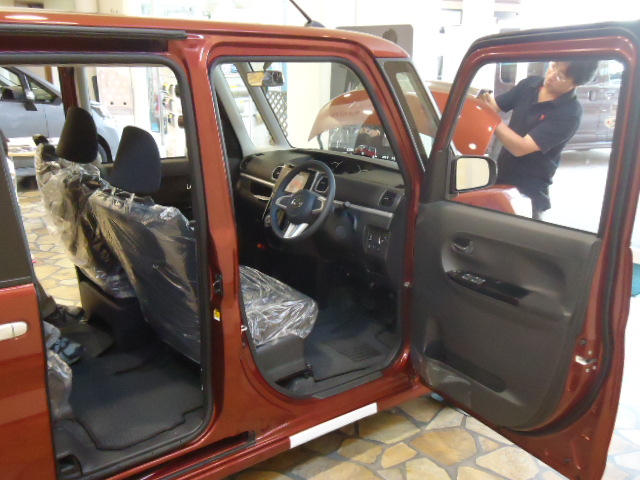
運転席側より （2013年10月販売型カスタムX"SA"）

## 4代目「Tanto」LA650S/LA660S型（2019年 - ）

### 年表
- 2019年（令和元年） 
  - 6月6日 - ティザーキャンペーンを開始し、4代目に関する情報を公開するとともに、先行予約を開始した。
  - 6月10日 - ティザーCMを放映開始。
  - 7月9日 - フルモデルチェンジが公式発表され、発売が開始された[30]。ロゴは初代と同じ「Tanto」へ回帰した。キャッチフレーズは「クルマを超えて。新時代のライフパートナー」で、CMキャラクターには大泉洋、CMソングには東京スカパラダイスオーケストラの「ORIHIME」が起用された。

運転席のスライド量を最大540mmまで可能にする運転席ロングスライドシートを採用[補足 13]。安全面に考慮し、シフトポジションがPレンジの場合のみにインパネ又は運転席シートバック背面にあるスイッチを押すことでスライドが可能となる。また、軽自動車では初の装備として、助手席ドアが半ドア時に自動で全閉する助手席イージークローザー、パワースライドドアが閉まりきる前にフロントドアハンドルのリクエストスイッチに触れることで事前にドアロックを予約することが可能なタッチ&ゴーロック機能、降車の際インパネに設置されたスイッチを押すことで、車両に戻る際にパワースライドドアの自動オープンを予約することが可能なウェルカムオープン機能が採用された[補足 14]。また、フューエルリッドは室内のオープナーレバーを無くし、ワンプッシュでの開閉が可能なドアロック連動型となった。
3代目で採用された「スマアシ」が「次世代スマートアシスト」に強化され、車線逸脱抑制制御機能、標識認識機能（進入禁止）及び軽自動車で初となるADB（アダプティブドライビングビーム・タントカスタムのみ）が追加されるとともに、誤発進抑制機能にはブレーキ制御が追加された。また、全車速追従機能付ACC（アダプティブクルーズコントロール）、LKC（レーンキープコントロール）、サイドビューランプ及び駐車支援システム「スマートパノラマパーキングアシスト」（パノラマビュー（別名アラウンドビューモニター）付き車種では軽自動車初）で構成された運転支援機能「スマートアシストプラス」も採用された[補足 15]。なお、オートライトシステム義務化への対応として、ライトOFFスイッチをリターン式に変更されオートライトをデフォルト化するとともにインパネに装備されていたオートハイビームスイッチが廃止されオートハイビーム「ON」がデフォルトに変更された。
また、4代目は「DNGA[補足 16]」による最初の車種に位置付けられている。サスペンションアレンジ最優先の設計と、曲げ剛性の向上やハイテン材の活用・構造合理化によりボディ構造全体の軽量化が図られた新プラットフォーム「DNGA-Aプラットフォーム」が採用されるとともに、ターボ車用のCVTにはスプリットギアを組み込み、ベルト+ギア駆動を可能にした「D-CVT」を採用。エンジンはこれまで通りKF型が踏襲されるが、エンジンの基本性能をより一層磨き上げるため、NAエンジン・ターボエンジン共に燃焼室の形状をペントルーフ型から自動車用4バルブガソリンエンジンとしては世界初となる半球型への変更、複数回点火（マルチスパーク）の採用や燃料噴霧方式をスワール噴霧へ変更するなどの改良により燃焼効率が向上し、NA車は軽乗用車初の「平成30年排出ガス基準75%低減レベル（☆☆☆☆☆）」認定を取得。ターボ車もWLTCモード走行による排出ガス試験に対応し、「平成30年排出ガス基準50%低減レベル（☆☆☆☆）」認定が取得された。
ボディカラーは3代目からタント・タントカスタム共通色のブラックマイカメタリック、ブライトシルバーメタリック、ファイアークォーツレッドメタリック、タント専用色のホワイトが継続設定され、3代目ではタント・タントカスタム共通色だったプラムブラウンクリスタルマイカ（メーカーオプション）[補足 17]をタントカスタム専用色へ移行。新色としてタント・タントカスタム共通色のマスタードイエローマイカメタリック、シャイニングホワイトパール（メーカーオプション）、レーザーブルークリスタルシャイン（メーカーオプション）[補足 18]、タント専用色のアイスグリーンとブルーミングピンクメタリック、タントカスタム専用色のパールブラック（メーカーオプション）が追加設定され、タントは9色、タントカスタムは8色となり、タントカスタムにはブラックマイカメタリックと組み合わせた2トーン3色もメーカーオプションで設定される。なお、2トーンではサイドガーニッシュが追加で装着される。
グレード体系はスマアシの標準搭載が基本となったことで3代目ではスマアシ搭載車に付記されていた"SA"のグレード表記が無くなり、タントは「L」・「X」・「Xターボ」、タントカスタムは「L」・「X」・「RS」の各3グレードとなった。タント「L」には「スマートアシスト非装着車」が設定される。
福祉車両の「フレンドシップシリーズ」も同時にフルモデルチェンジされ、新たに回転シート車「ウェルカムターンシート」が設定された。助手席に装備された「ラクスマグリップ」を正面でつかめる30度の回転角度に設定し、回転後にシート部分が車外に出ない構造となっているほか、天井部には車いすをラゲッジスペースへ収納させるための電動式パワークレーン（車いす収納装置）が装備されている。継続設定の昇降シート車「ウェルカムシートリフト」と車いす移動車「スローパー」はそれぞれ改良され、「ウェルカムシートリフト」はシート座面形状がフラット化され、助手席の前後位置を調整するスイッチを運転席側にも設けた。また、乗降ユニットの改良により車外への突出量が約230mm低減され、車内電動スライド量の増加と回転軸中心位置の見直しにより回転時の足元スペースが45mm拡大。2WD車は従来よりも低い位置までシートが下降するようになった。「スローパー」はスロープがワンタッチ操作で前倒が可能で、車いす乗車が無い時はラゲッジスペースがフラット化する「リトラクタブルスロープ」となったほか、車いす固定ベルトをリトラクタ式に、ベルトやリアシートのロック解除がワンタッチ式となり、ワイヤレスリモコンの収納ポケットの位置も変更。さらに、標準仕様同様にミラクルオートステップや「ラクスマグリップ」をオプションで装着することが可能となった。グレード体系は「ウェルカムターンシート」は「L」と「X」、「ウェルカムシートリフト」と「スローパー」は「L」・「X」・「カスタムRS」がそれぞれ設定され、「ウェルカムターンシート X」、「ウェルカムシートリフト X」、「ウェルカムシートリフト カスタムRS」には4WD車も設定される。
  - 8月8日 - 発売から約1ヶ月時点での累計受注台数が月間目標台数（12,500台）の約3倍にあたる約37,000台となったことが発表された[31]。
  - 12月23日 - 新グレード「セレクション」シリーズが発売された[32]。

既存の「X」・「Xターボ」・「カスタムX」・「カスタムRS」をベースに、シリーズ共通でパックオプションの「コンフォータブルパック」が標準装備されたほか、「Xターボ"セレクション"」には「スマートクルーズパック」、「カスタムX"セレクション"」には「スタイルパック」、「カスタムRS"セレクション"」には「スマートクルーズパック」と「スタイルパック」がそれぞれ標準装備されながら、「X"セレクション"」は「X」と同価格に設定、それ以外のグレードもベースグレードに「セレクション」相当のパックオプションを装着した場合よりも割安な価格に設定された。
- 2020年（令和2年）
  - 6月17日 - 新グレード「X"スペシャル"」が発売された[33]。

既存の「X」をベースに、左側パワースライドドア、イージークローザー（左右スライドドア及び助手席）、USBソケット 運転席（1口）を非装備化したことで「X」に比べて82,500円（消費税込）割安な価格に設定された。なお、パックオプションの「コンフォータブルパック」と「スマートパノラマパーキングパック」の設定が不可となる。
  - 12月1日 - 一部改良[34]。

キャッチフレーズは「進化するライフパートナー。」で、CMソングはASIAN KUNG-FU GENERATIONの「触れたい 確かめたい（feat.塩塚モエカ）」。
インパネやドアトリムのカラーがグレーから黒に変更され、スマアシに夜間歩行者検知機能・路側逸脱警報機能・ふらつき警報機能を追加、標識認識機能は最高速度と一時停止も検知可能にする改良を行い機能強化。ディスプレイオーディオが新たにメーカーオプションに設定[補足 19]され、「L」はドアミラーを電動格納式に変更した。
タントは4代目へのフルモデルチェンジに伴って廃止されていた2トーンカラー（有料色）が「X」・「Xターボ」専用色として復活設定され、アイスグリーン×シャイニングホワイトパール、ホワイト×ブルーミングピンクメタリック、ホワイト×ファイアークォーツレッドメタリック、ホワイト×レーザーブルークリスタルシャインの4色が新たに設定された。
タントカスタムは新グレードとして「X"スタイルセレクション"」と「RS"スタイルセレクション"」を追加。大型フロントグリルとガーニッシュ（バンパー・サイド）にメッキ加飾を施したほか、「RS"スタイルセレクション"」には専用15インチアルミホイールも装備された。
福祉車両「フレンドシップシリーズ」は「スローパー」・「ウェルカムシートリフト」・「ウェルカムターンシート」全てに「X"スペシャル"」と「カスタムRS"スタイルセレクション"」を追加するとともに、「カスタムRS」を「ウェルカムターンシート」にも設定してグレードを拡充。「ウェルカムシートリフト カスタムRS」はタイヤ・ホイールのサイズを15インチにサイズアップ[補足 20]され、スロープ用操作ラベルを「スローパー」に、オートステップ用フロアハーネスを「スローパー」と「ウェルカムターンシート」にそれぞれ追加された。
なお、今回の一部改良に伴い、「X」・「Xターボ」・「カスタムX」・「カスタムRS」は2019年12月に発売された「セレクション」シリーズを吸収統合し、従来はパックオプション[補足 21]での設定で且つ、「セレクション」シリーズに装備されていた装備品すべてを標準装備化。「X"スペシャル"」は従来は設定不可だった「スマートパノラマパーキングパック」の設定が可能となった[補足 22]。カスタムは廉価仕様の「L」が廃止された。
- 2021年（令和3年）9月21日 - 一部改良[35]。
「Xターボ」・「カスタムRS」・「カスタムRS"スタイルセレクション"」はパーキングブレーキを電動化し、オートブレーキホールド機能とダイハツ車で初となるコーナリングトレースアシスト（CTA）を標準装備。CTAは旋回時に車両が外側にふくらんでいると検知されたときに内輪にブレーキ制御をかけ、制動力が働くことで旋回性能を高める機能である。
2020年12月の改良で一旦廃止されていた「スマートクルーズパック」を「X」・「カスタムX」・「カスタムX"スタイルセレクション"」用に再設定。電動パーキングブレーキ、オートブレーキホールド機能、コーナリングトレースアシストに加え、全車速追従機能付ACC、LKC、専用ディスプレイ、運転支援用ステアリングスイッチ、ETCユニットで構成され、「X」には、「Xターボ」・「カスタムX」・「カスタムX"スタイルセレクション"」に標準装備されているドライブアシストイルミネーション（エコドライブアシスト照明付）も追加される。
ボディカラーはモノトーンで一部変更となり、フルモデルチェンジ時にカスタム専用色に移行していたプラムブラウンクリスタルマイカ（メーカーオプション）がタントの設定を復活して共通カラーへ移行した一方で、従来は共通カラーだったマスタードイエローマイカメタリックをタント専用色に移行し、カスタムには新たな専用色としてターコイズブルーマイカメタリック[補足 23]を追加。これにより、タントは10色展開となった。
なお、福祉車両の「ウェルカムターンシート」、「ウェルカムシートリフト」、「スローパー」も標準車同様に機能追加やボディカラーの変更を行った。
- 2022年（令和4年）
  - 8月22日 - 秋にマイナーチェンジを行うこととなり、ホームページ上に情報を公開し、販売店での先行受注が開始された[36]。
  - 10月3日 - マイナーチェンジ及びファンクロスの追加が発表された[37]。

キャッチフレーズは標準系・カスタム系が「OPEN JAPAN」、ファンクロスが「ひらけ、新時代アウトドア」。
カスタムはフロントフェイスが刷新され、エンジンフード・フロントフェンダー・ヘッドランプ・フロントバンパーの意匠を変更。内装ではブラックを基調に深みのあるブルーが配色され、シート表皮のレザー面積が増え、メッキ加飾が施された。タントの外観デザインは従来通りとなる。
荷室には上下2段調節式のデッキボードを追加。デッキボード裏の脚を立てることで床下と上の2段積みとなり、この状態でリアシートを倒すことでフラットスペースとなる。デッキボードは取り外してローテーブルとして使用することも可能である。リアシートの裏側にはレバーが追加され、荷室側でもリアシートスライドが可能となった。メーカーオプションのスマホ連携ディスプレイオーディオは9インチのみに集約の上、音声認識機能を追加し、Apple CarPlayがワイヤレス接続に対応。HDMIソケットを追加する改良が施された。
エンジン制御の最適化によって燃料消費率が向上され、「L」と「X」の2WD車は「2030年度燃費基準80%達成車」、「L」・「X」の4WD車、「Xターボ」・「カスタムRS」の2WD車、「カスタムX」は「同75%達成車」となったが、NA車は排出ガス性能が「平成30年度排出ガス基準50%低減レベル（☆☆☆☆）」にスペックダウンされた。
福祉改造車両「フレンドシップシリーズ」も改良され、「スローパー」は「X」（ターンシート仕様は除く）と「カスタムRS」はフロントシートがベンチタイプに変更され、ボックス付のフロントセンターアームレストを装備。「ウェルカムシートリフト」はフロント/リア2モード昇降機能において、昇降位置切り替えスイッチが無くなり、ドアの開口に合わせて前後昇降位置を自動で切り替わるように改良され、助手席のラクスマグリップをメーカーオプションに設定した。
新設定のファンクロスは外観はフロントグリルやバンパーが専用デザインとなり、バンパーにはシルバーアンダーガーニッシュを装着。ルーフレールが装備され、リアの車名エンブレムは「Tanto」ではなく、「FunCross」ロゴの専用品[補足 24]が装着される。内装はシート表皮に撥水加工が施されたフルファブリックのカモフラージュ柄となり、オレンジの差し色が配置された。そのほか、後席に防水加工のシートバックを採用し、デッキサイド右側と天井にラゲッジルームランプ、後席右側にUSBソケット1口がそれぞれ装備された。
ボディカラーはモノトーンはタント専用色のマスタードイエローマイカメタリックとブルーミングピンクメタリック、カスタム専用色のパールブラック（メーカーオプション）がそれぞれ廃止、プラムブラウンクリスタルマイカ（メーカーオプション）とブライトシルバーメタリックはタント専用色へ移行となり、新色としてタントにサンドベージュメタリック（メーカーオプション）、カスタムにクールバイオレットクリスタルシャイン（メーカーオプション）[補足 25]、とクロムグレーメタリックをそれぞれ追加したことで、タントは9色、カスタムは7色に整理。ファンクロスはシリーズ共通色となるシャイニングホワイトパール（メーカーオプション）、ブラックマイカメタリック、レーザーブルークリスタルシャイン（メーカーオプション）、新色のサンドベージュメタリック（メーカーオプション）とクロムグレーメタリック、専用色となるレイクブルーメタリック、フォレストカーキメタリック、コンパーノレッド（メーカーオプション）の全8色[補足 26]が設定される。2トーン（メーカーオプション）はタントはラインナップを刷新してホワイト×アイスグリーンとホワイト×サンドベージュメタリックの2種に、カスタムはブラックマイカメタリック×レーザーブルークリスタルシャインを廃止、ファンクロスはカスタムと同じくブラックマイカメタリックと組み合わせとなり、カスタムとの共通設定となるシャイニングホワイトパールをはじめ、レイクブルーメタリック、サンドベージュメタリック、フォレストカーキメタリック、コンパーノレッドの5種が設定される。
グレード体系はファンクロスはNA車の「ファンクロス」とターボ車の「ファンクロスターボ」を設定。一方で、「L スマートアシスト非装着車」、「X"スペシャル"」、「カスタムX"スタイルセレクション"」、「カスタムRS"スタイルセレクション"」が廃止され既存グレードが整理された。
なお、「L」はキーレスエントリーからイモビライザー機能とリクエストスイッチ（運転席/助手席(タッチ式)、バックドア）を備えたキーフリーシステムに、ダイヤル式マニュアルエアコンからプッシュ式オートエアコンにそれぞれグレードアップされ、プッシュボタンスタートも備わったことで、キーフリーシステム・プッシュ式オートエアコン・プッシュボタンスタートが全グレード標準装備となった。
  - 11月4日 - 発売後1ヶ月時点での累計受注台数が月間目標台数（12,500台）の4倍にあたる約50,000台となったことを発表[38]。フルモデルチェンジから約1ヶ月間（約37,000台）を更に上回るハイペースの受注実績となった。
- 2023年（令和5年）
  - 1月24日 - 半導体不足やコロナ禍に伴う部品供給不足に対応するためアイドリングストップ（eco IDLE）非装着車の追加設定を発表（4月11日発売）[39]。

「フレンドシップシリーズ」を除く全グレードに設定され、アイドリングストップ付き仕様に比べて一律3.3万円割安となる[40]。なお、燃費性能はタント・タントカスタム・タントファンクロス共通で駆動方式を問わず、NA車は2030年度燃費基準70%達成、ターボ車は同65%達成となる[41][42]。
  - 12月20日（補足） - 同社の不正問題の調査で対象がこれまで判明していた6車種から当車種を含めたほぼ全ての車種に拡大することが明らかとなり、国内外の全ての車種の出荷を停止する方向で調整することとなった[43]。
- 2024年（令和6年）
  - 4月10日（補足） - 国から出荷停止の指示が解除されたことを受けて、同日より生産を再開した[44]。
  - 10月1日 - 一部仕様変更を発表（10月2日発売）。原材料価格の高騰などを受けてメーカー希望小売価格が改定された[45]。
  - 10月4日 - ファンクロスを「シフォン トライ」としてスバルへOEM供給を開始。
- 2025年（令和7年）
  - 5月31日 - アイドリングストップ（eco IDLE）非装着車の生産を終了。
  - 6月9日 - 派生車種のタントエグゼや福祉改造車両を含めたシリーズの国内累計販売台数が2025年5月末時点で300万台を突破したことが発表された[46]。
  - 7月1日 - 特別仕様車「Limited」が発売された[47]。「X」・「カスタムX」・「カスタムRS」・「ファンクロス」・「ファンクロスターボ」をベースに、「X"Limited"」はパワースライドドアを左側（助手席側）に加えて通常はメーカーオプション設定となる右側（運転席側）にも追加して両側にグレードアップ。「カスタムX"Limited"」・「カスタムRS"Limited"」・「ファンクロス"Limited"」・「ファンクロスターボ"Limited"」は「スマートクルーズパック」の装備品全てが特別装備されており、いずれもベースグレードにオプションを追加した場合よりも33,000円（10%の消費税込）割安な価格に設定された。また、ディーラーオプションとしてシートアンダートレイ（助手席用）とLEDフォグランプキット（メッキ）又はガーニッシュ類3点をセットにした「"Limited"専用プラン」が設定される。

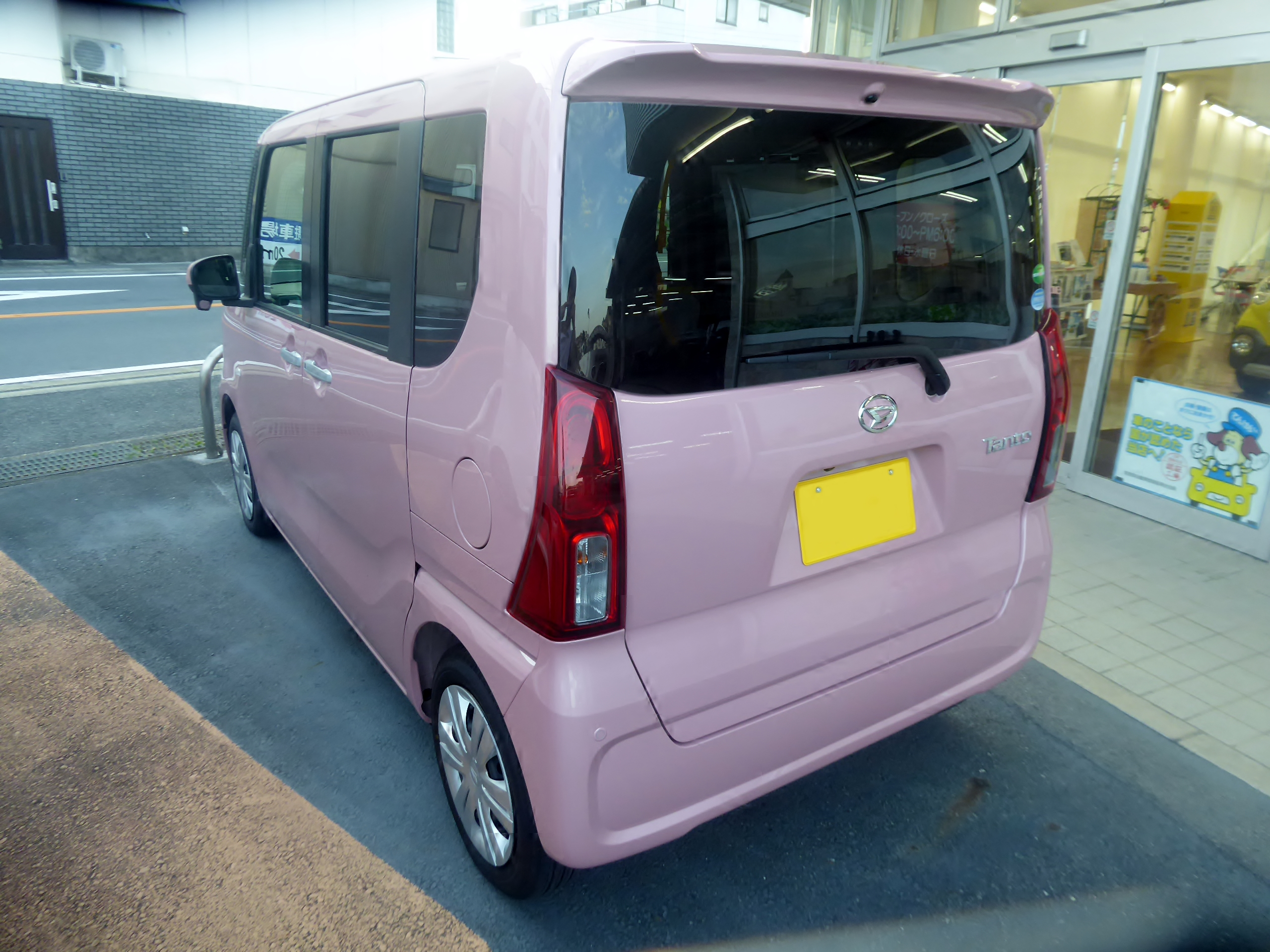
2019年7月登場型 X リア
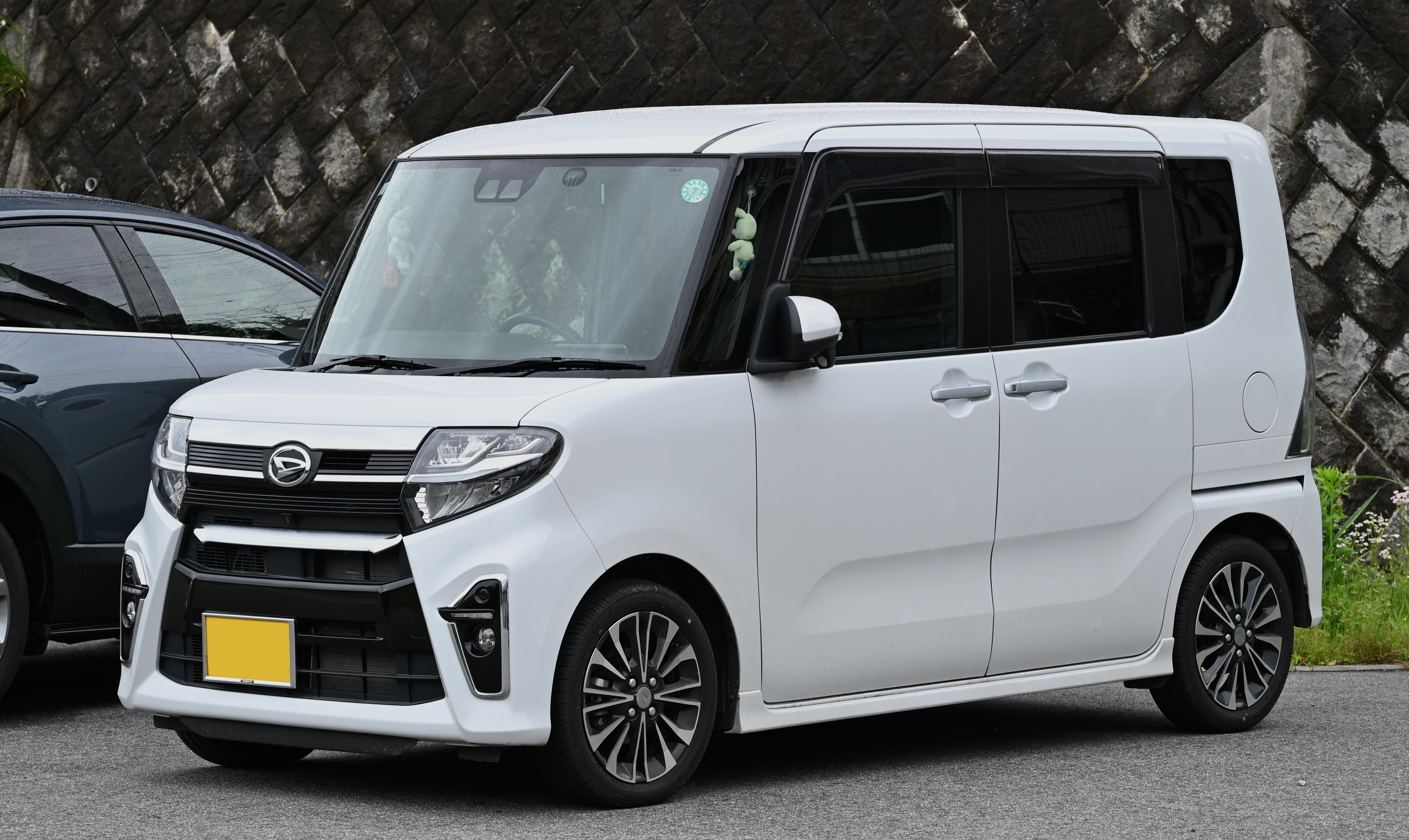
2019年7月登場型 カスタムRS
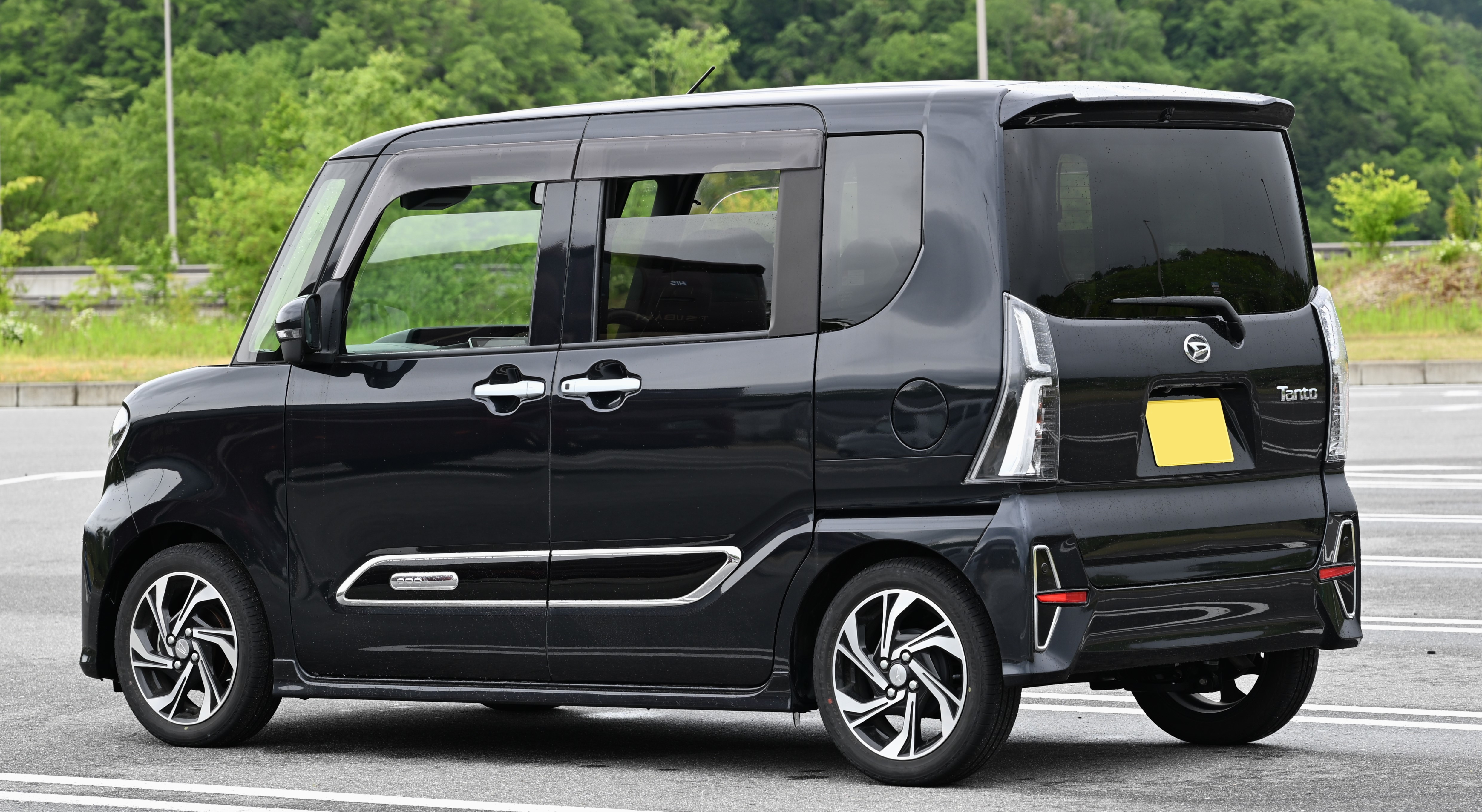
2019年7月登場型 カスタムX リア
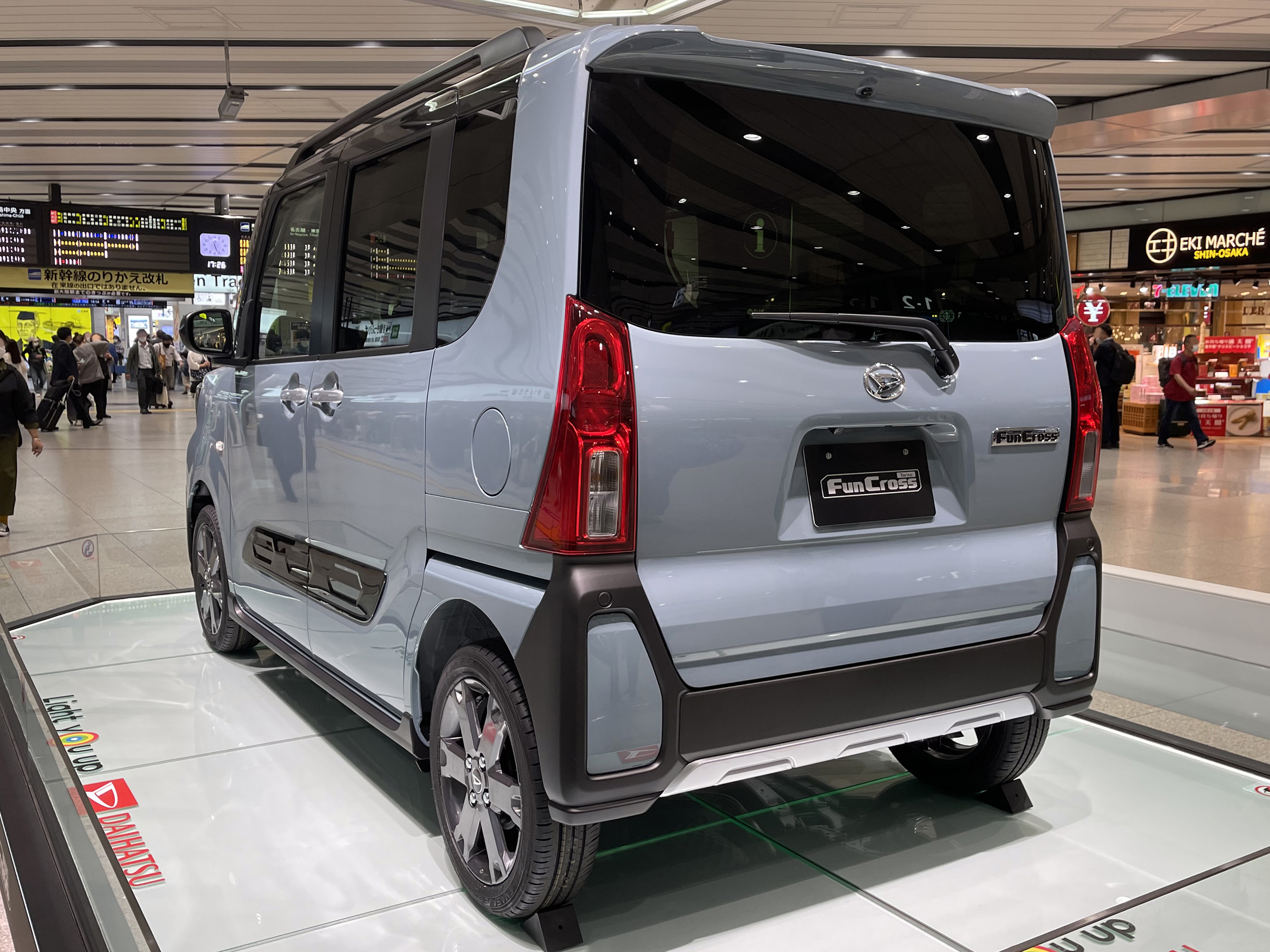
2022年10月改良型 ファンクロスターボ リア
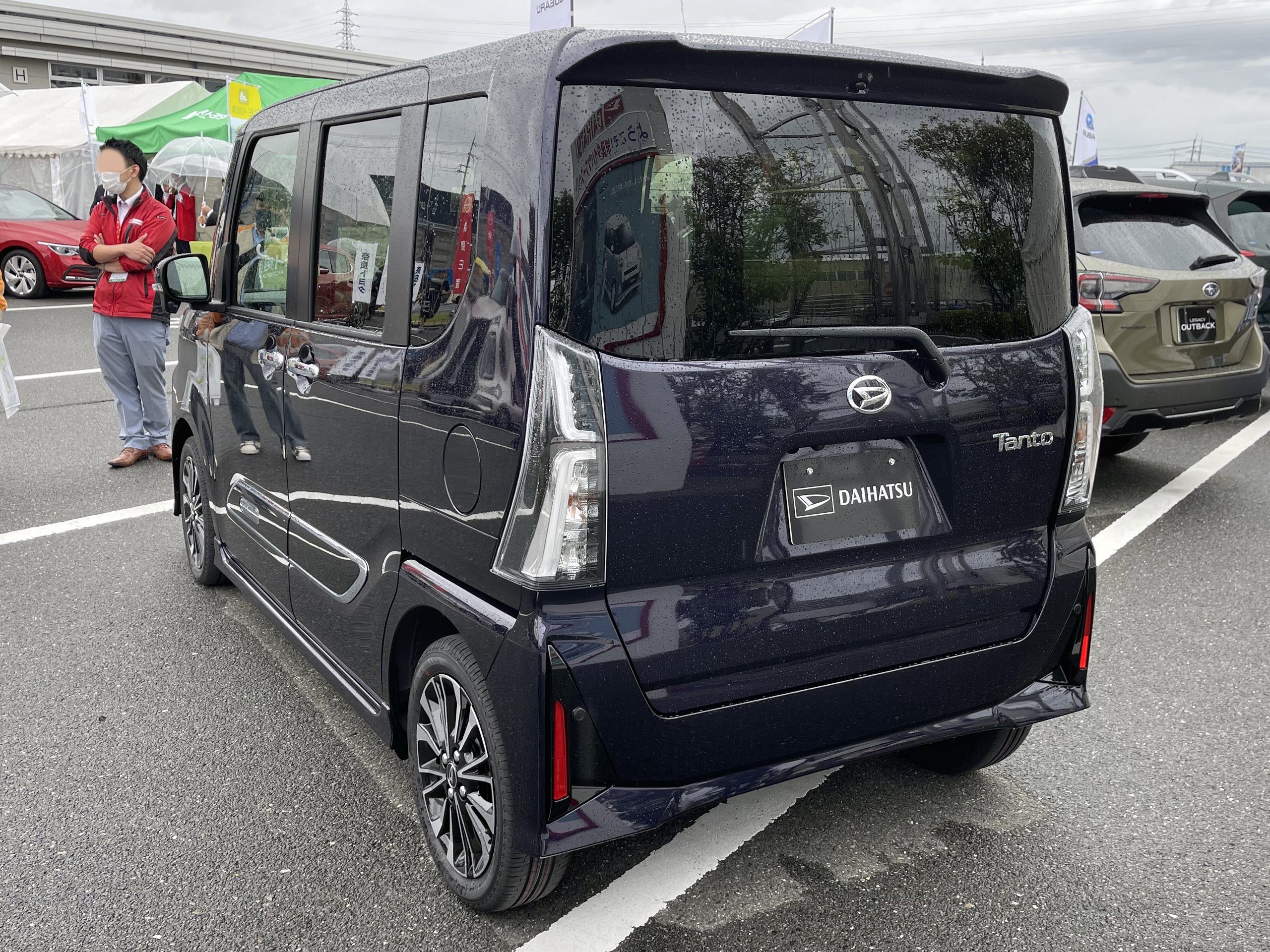
2022年10月改良型 RS リア
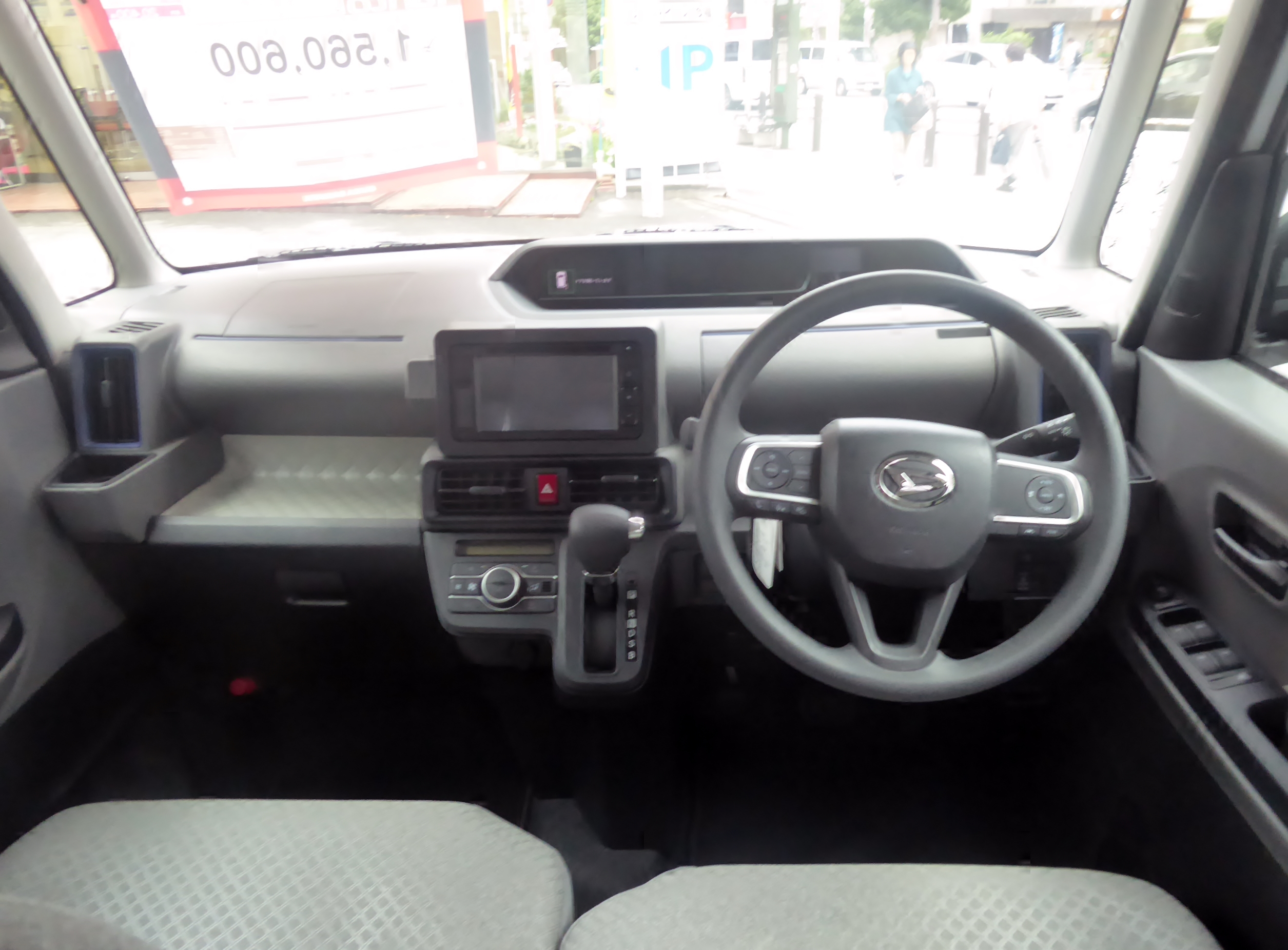
2019年7月登場型 Xターボ インテリア

## 車名の由来
イタリア語で「とても広い、たくさんの」という意味。日本語にも「たんと」という似た言葉があるが、そこから由来するものではない。

### 補足
1. ↑  2012年時点では三菱・i（i-MiEVを含む）が2,550 mmのホイールベースであり、軽自動車として最長である。
2. ↑  一緒に出演している子役の名前は不明。
3. ↑  親会社のトヨタ自動車では「パノラマオープンドア」としてラウムとアイシスに採用されていた。
4. ↑  2015年4月から開始された平成32年度燃費基準も全車で達成しており、特にNA車は駆動方式を問わず「平成32年度燃費基準+10%」を達成する。
5. ↑  メーカーは伏せられているものの、音楽CDをSDメモリーカードに録音できるのが999曲まで、スマートフォンアプリ「ここいこ♪」に対応する、同型番のワイド2DINナビ（NSZN-W64D）に「ビエラ」の高画質回路を搭載している事等から実際はパナソニック製と分かる（メーカーを意味する型番の4文字目がNなのは「ナショナル〈National〉」のN）。
6. ↑  以前は初代トヨタ・パッソのCMキャラクターに起用されていた。
7. ↑  前期型で採用されていたプレミアムシャインブラックはメーカーオプションの「プレミアムシャインブラックパネルパック」で設定可能。
8. ↑  福祉車両系ではグレードを問わず引き続き標準装備。
9. ↑  ただし、「カスタムX"SA II"」における外観の変更、「X"SA II"」におけるプレミアムシャンブラックのセンタークラスターの採用、ウェルカムシート「L"SA II"」におけるリアアンダーミラー（室内付）の標準装備化のみで、タントの内装色は前期型に引き続きベージュ内装が採用される。
10. ↑  「X"ホワイトアクセント SA II"（「スマアシIII」の搭載に伴って「X"ホワイトアクセント SA III"」に改名）」に設定されていた「ホワイト×シルキーグリーンパール」も同時に廃止。
11. ↑  いずれの場合もディーラーオプションのパノラマモニター対応ナビゲーションの装着が必要。
12. ↑  「X"ホワイトアクセント SA III"」に設定されていた「ホワイト×シルキーブルーパール」も同時に廃止。
13. ↑  「X」・「Xターボ」・「カスタムX」・「カスタムRS」に標準装備。
14. ↑  助手席イージークローザーは「X」・「Xターボ」・「カスタムX」・「カスタムRS」に標準装備、「L」・「カスタムL」にメーカーオプション設定。タッチ&ゴーロック機能とウェルカムオープン機能はパワースライドドアに搭載されており、「カスタムX」と「カスタムRS」に標準装備、「X」と「Xターボ」にメーカーオプション設定。
15. ↑  全車速追従機能付ACCとLKCはパックオプションの「スマートクルーズパック」として「Xターボ」と「カスタムRS」に、「スマートパノラマパーキングアシスト」はパックオプションの「スマートパノラマパーキングパック」として「X」・「Xターボ」・「カスタムX」・「カスタムRS」にそれぞれメーカーオプション設定。サイドビューランプは全車標準装備のフルLEDヘッドランプに搭載。
16. ↑  トヨタ自動車が開発した車両作りシステムの総称「トヨタ・ニュー・グローバル・アーキテクチャー（TNGA）」をベースにダイハツ工業主導による軽自動車、およびBセグメントクラス以下の小型車を対象とした事業構造としたもの。
17. ↑  2021年9月の一部改良でタント・タントカスタム共通色に再移行したが、1年後の2022年10月に実施されたマイナーチェンジでタント設定色へと移行した。
18. ↑  3代目では特別仕様車「X"VS SA III"」、「カスタムX"トップエディションVS SA III"」、「カスタムRS"トップエディションVS SA III"」に特別設定色として設定されており、カタログカラーへ昇格。
19. ↑  6.8インチスマホ連携ディスプレイオーディオとして設定。「L」以外のグレードには「スマートパノラマパーキングパック」とのセットオプションも同時に設定され、セットオプションでは6.8インチ仕様に加え、単体のオプションにはないフルセグTV機能を備えた9インチ仕様も設定される。
20. ↑  「ウェルカムターンシート カスタムRS」はタイヤ・ホイールが15インチ、「スローパー カスタムRS」はタイヤ・ホイールが14インチとなる。
21. ↑  コンフォータブルパック、スマートクルーズパック（「Xターボ」・「カスタムRS」のみ）、スタイルパック（タントカスタムのみ）。
22. ↑  「X"スペシャル"」に「スマートパノラマパーキングパック」を設定した場合、チルトステアリングも同時に装備される。
23. ↑  トヨタ・ライズ，ルーミー，パッソおよびダイハツ・トール，ブーン設定色。
24. ↑  「FunCross」ロゴの右上（「FunCross」の「ss」の上）に「Tanto」ロゴがつく。
25. ↑  トヨタ・ルーミー設定色。（2020年9月のマイナーチェンジ時に追加）
26. ↑  ファンクロスの設定色は、基本的にタフト（2022年9月の改良以後）の設定色と同一である。
27. ↑  同じロマンス諸語に属するスペイン語やポルトガル語のtantoも同じような意味である[48][49]。